# Список памятников Таллина

Список памятников Таллина — столицы Эстонии — представляет собой перечень всех самостоятельных произведений скульптуры, установленных на улицах, площадях, в парках и скверах Таллина. В список не включены произведения пластики, созданные как элементы других объектов, в частности фигуры или композиции, украшающие фонтаны, скверы или установленные на зданиях. В список не включены декоративная садово-парковая скульптура и надгробные памятники, находящиеся на городских кладбищах.
В 2023 году мэрия Таллина создала единый портал с перечнем всех памятников, декоративных скульптур, муралов и художественных граффити города.

## История

### ПамятникиТевтонского ордена

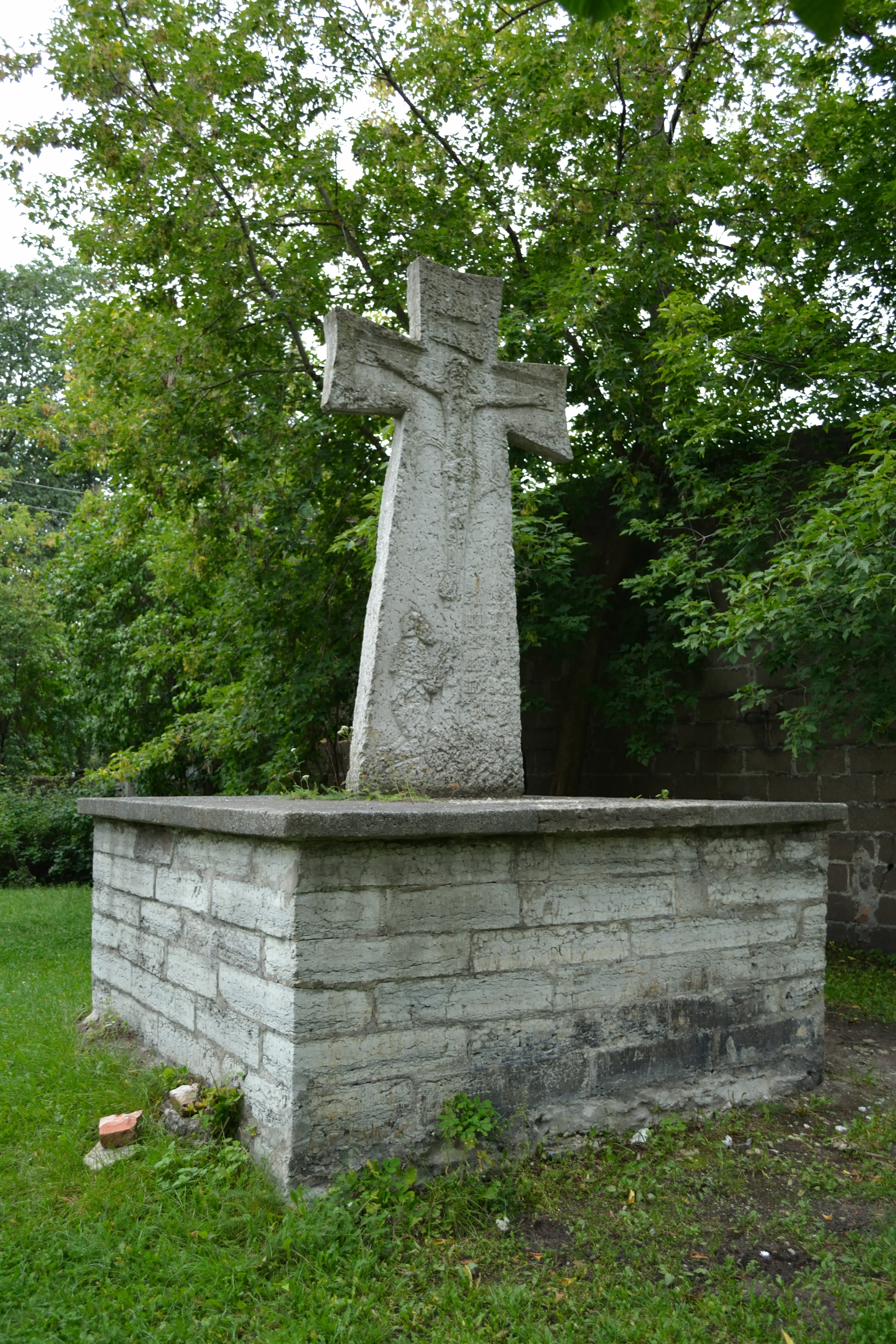
Памятник Блазиусу Хохгреве

- 1560 ― Памятник Блазиусу Хохгреве[эст.] («Крест на улице Марта»), старейший памятник Таллина, находится на улице Марта[1]. Воздвигнут на месте гибели Блазиуса Хохгреве, гражданина Ревеля (Таллина) и крупного торговца, участвовавшего в битве на Иерусалимском холме[эст.] (ныне микрорайон Китсекюла[1]) во время Ливонской войны. Надпись на кресте примерно переводится с нижненемецкого как: «11 сентября 1560 года русские безжалостно зарезали здесь господина Блазиуса Хохгрева. Пусть Бог будет милостив к нему и дарует ему прощение грехов в последний день»[1].

### ПамятникиРоссийской империи
- 1897 — Памятник в честь Ревельского морского сражения 1790 года
- 1902 — Памятник броненосцу «Русалка»
- 1910 — Памятник Петру Первому (снесён в 1922 году)[2]

### ПамятникиПервой Эстонской республики

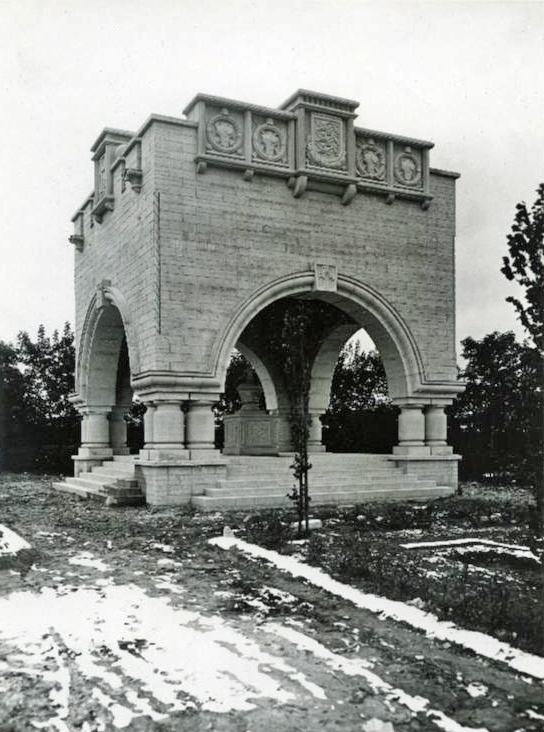
Мемориал павшим в Эстонской освободительной войне, 1939 г.

- 1920 — Памятник-скульптура «Линда»[3]
- 1927 — Памятник погибшим в Эстонской освободительной войне ученикам и учителям Таллина («Памятник воинам-ученикам», снесён в советское время, восстановлен и заново открыт в 1993 году)
- 1928 — Памятник сражавшемуся в Освободительной войне Балтийскому батальону[эст.] (снесён в советское время, восстановлен в 1990-х годах)[4]
- 1928 — Памятник курсантам, погибшим в ходе попытки государственного переворота 1 декабря 1924 года («Памятник парням из Тонди», восстановлен и заново открыт в 2009 году)
- 1928 — Мемориал павшим в Освободительной войне (Военное кладбище, архитектор Эдгар-Йохан Куузик, снесён в 1950-х годах, восстановлен и заново открыт в 2012 году)[5]
- 1933 — Памятник высшим офицерам Освободительной войны на Военном кладбище (Военное кладбище, архитектор Эдгар-Йохан Куузик,снесён в 1950-х годах, восстановлен в 1998 году)[6]
- 1934 — Мемориальная доска в честь железнодорожников, погибших при исполнении своих трудовых обязанностей в годы Освободительной войны (снесена в 1940, восстановлена в 2018 году)[7]
- 1936 — Георгиевская часовня в память о воинах Северо-Западной армии (снесена в 1951 году вместе с братским кладбищем, восстановлена в 2022 году)[8]
- 1937 — памятник жертвам взрыва в Мяннику[эст.]

### ПамятникиСоветской Эстонии

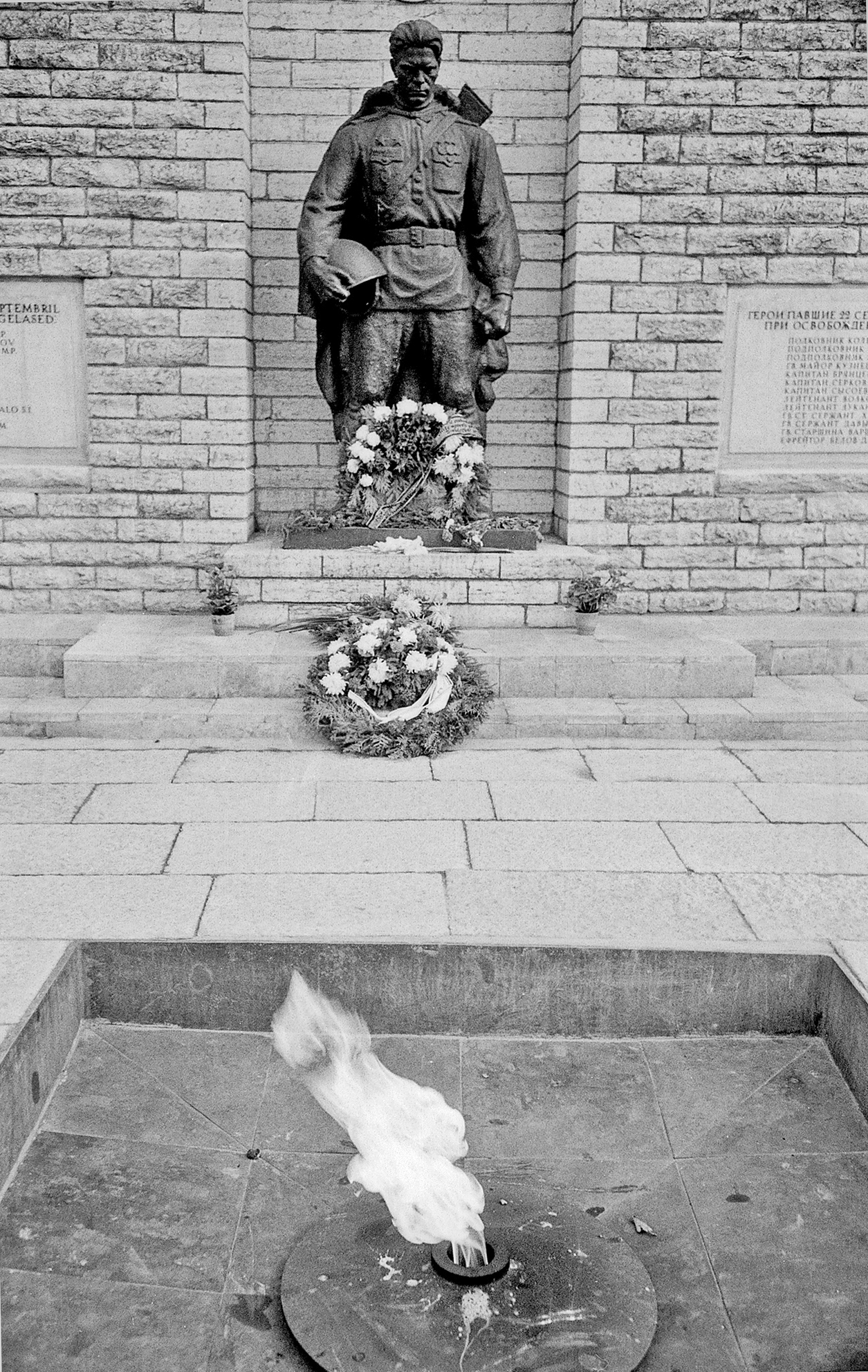
«Бронзовый солдат» и «Вечный огонь» на холме Тынисмяги, 1971 год

Памятник Герою Советского Союза Евгению Никонову, 1973 год

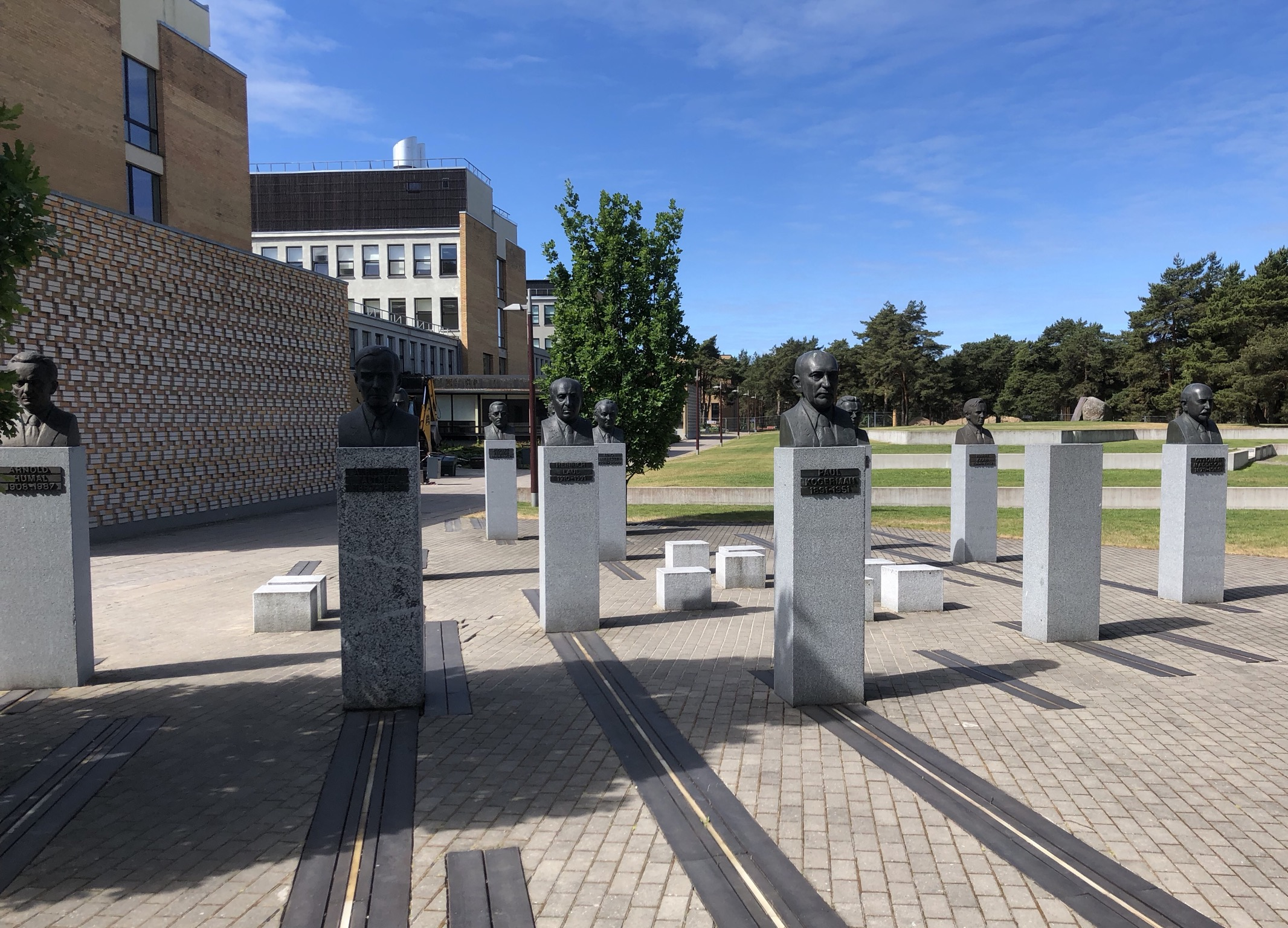
«Аллея академиков» у Таллинского технического университета

- 1947 — Памятник советским воинам-освободителям Таллина («Бронзовый солдат») (перенесён)
- 1950 — Памятник В. И. Ленину (снесён)
- 1950 — Памятник И. В. Сталину (снесён)
- 1950 — Памятник Йоханнесу Лауристину (снесён)
- 1950 — Памятник Михаилу Калинину (снесён)
- 1951 — Памятник Виктору Кингисеппу (снесён)
- 1958 — Памятник Иоганнесу Барбарусу (снесён)
- 1958 — Памятник Фридриху Рейнгольду Крейцвальду
- 1959 — Памятник жертвам революции 1905 года[9]
- 1960 — Памятник Герою Советского Союза Евгению Никонову (снесён)
- 1960 — Памятник Хансу Пегельману (снесён)
- 1962 — Памятник Яану Анвельту (снесён)
- 1962 — Памятник Амандусу Адамсону
- 1963 — Памятник погибшим делегатам I съезда профсоюзов Эстонии
- 1965 — Памятник Эдуарду Вильде
- 1968 — Памятник Кристьяну Рауду
- 1970 — Памятник работникам Таллинского машиностроительного завода, погибшим в годы Великой Отечественной войны (снесён)[10]
- 1971 — Мемориальная доска-барельеф Юхана Смуула
- 1975 — Памятник в честь вооружённого восстания эстонского пролетариата 1 декабря 1924 года (снесён)
- 1975 — 1-я очередь Мемориального ансамбля в Маарьямяэ (мемориального ансамбля в память борцов за Советскую власть в Эстонии[9])
  - Архитектурное оформление плато, церемониальная площадка и «Вечный огонь»
  - Обелиск в память Ледового похода Балтийского флота[9]
  - Скульптура «Гибнущие чайки»
  - Могилы матросов с эсминцев «Автроил» и «Спартак»
  - Могила Евгения Никонова (в 1992 году прах перенесён в Нижний Новгород, Россия)
- 1975 — Памятник Эстонским Красным Стрелкам (снесён)
- 1978 — Памятник А. Х. Таммсааре
- 1979 — Мемориальная доска-барельеф Вольдемара Пансо
- 1980 — Мемориальная доска-барельеф Георга Отса[11]
- 1982 — Памятник Марту Саару
- 1982 — Мемориальная доска-барельеф Михеля Зитова
- 1983 — Памятник Яану Коорту
- 1983 — Памятник «Они погибли в огне»
- 1985 — Памятник Лембиту Пэрну (снесён)
- 1985 — Памятник Эрнсту Петерсону-Сяргава
- 1986 — «Аллея академиков»
- 1987 — Памятник Хейно Эллеру
- 1989 — Памятник Шарлю Леру («Смелым и решительным людям»)
- 1989 — Памятник Кароли Стерну[эст.]
- 1991 — Памятник Паулю Кересу
- Памятник 380-ти работникам завода «Двигатель», революционерам, участникам Гражданской и Великой Отечественной войны[12]

### Современные памятникиЭстонской республики

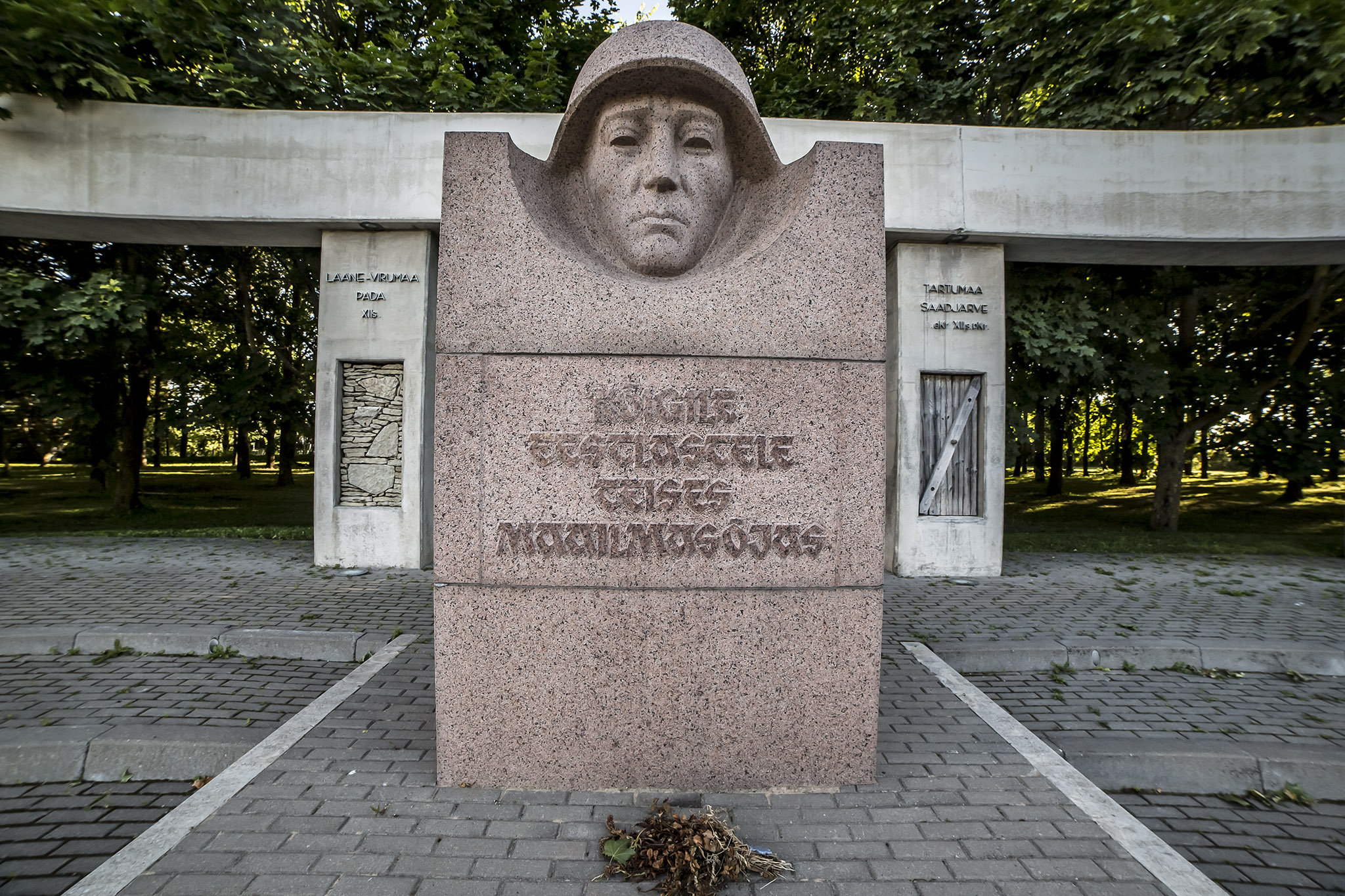
Памятник всем эстонцам, павшим во Второй мировой войне (автор Сигне Мёлдер, парк Юрьевой ночи)

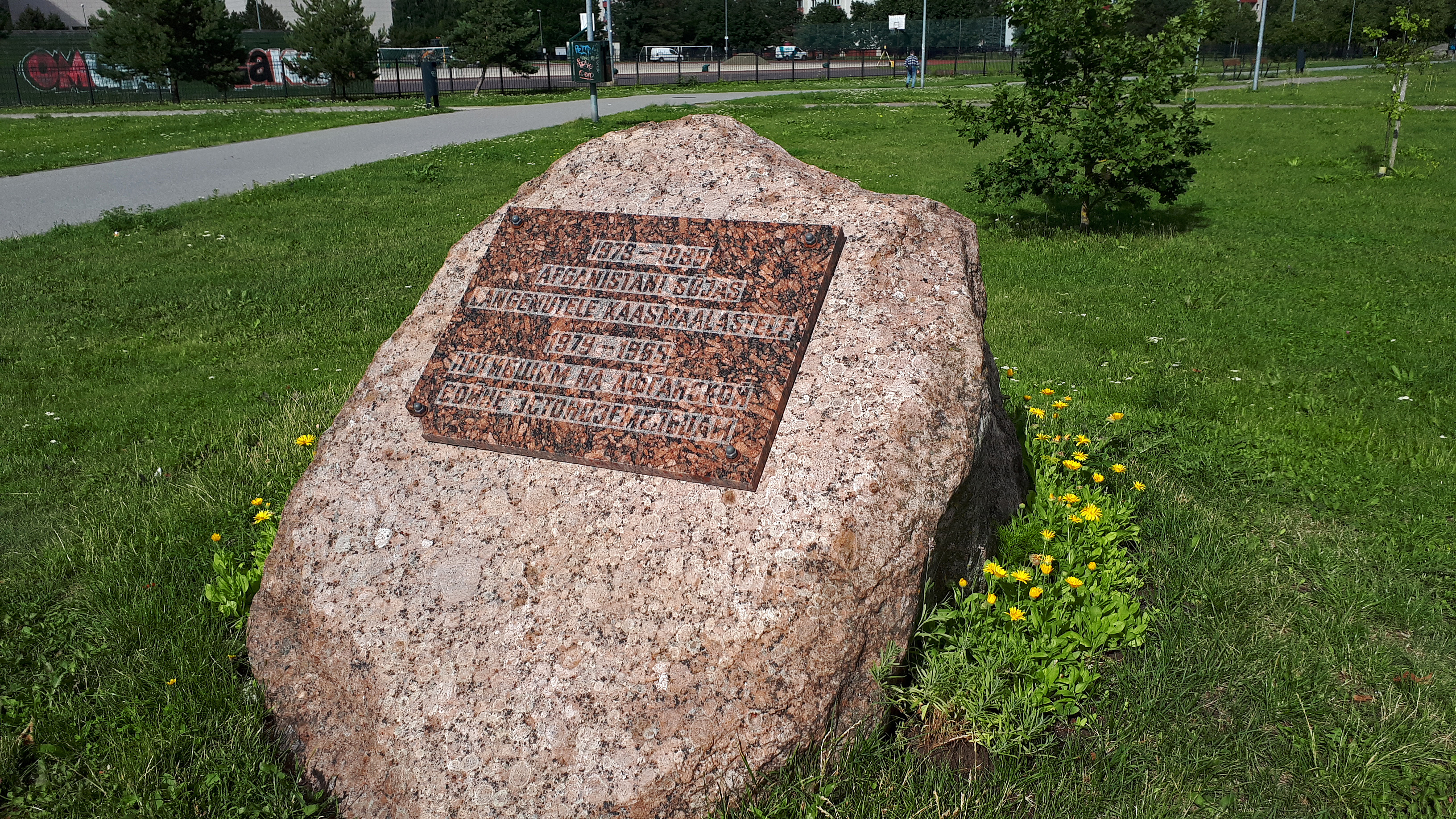
Памятник погибшим в Афганской войне эстоноземельцам в Куристику, Таллин

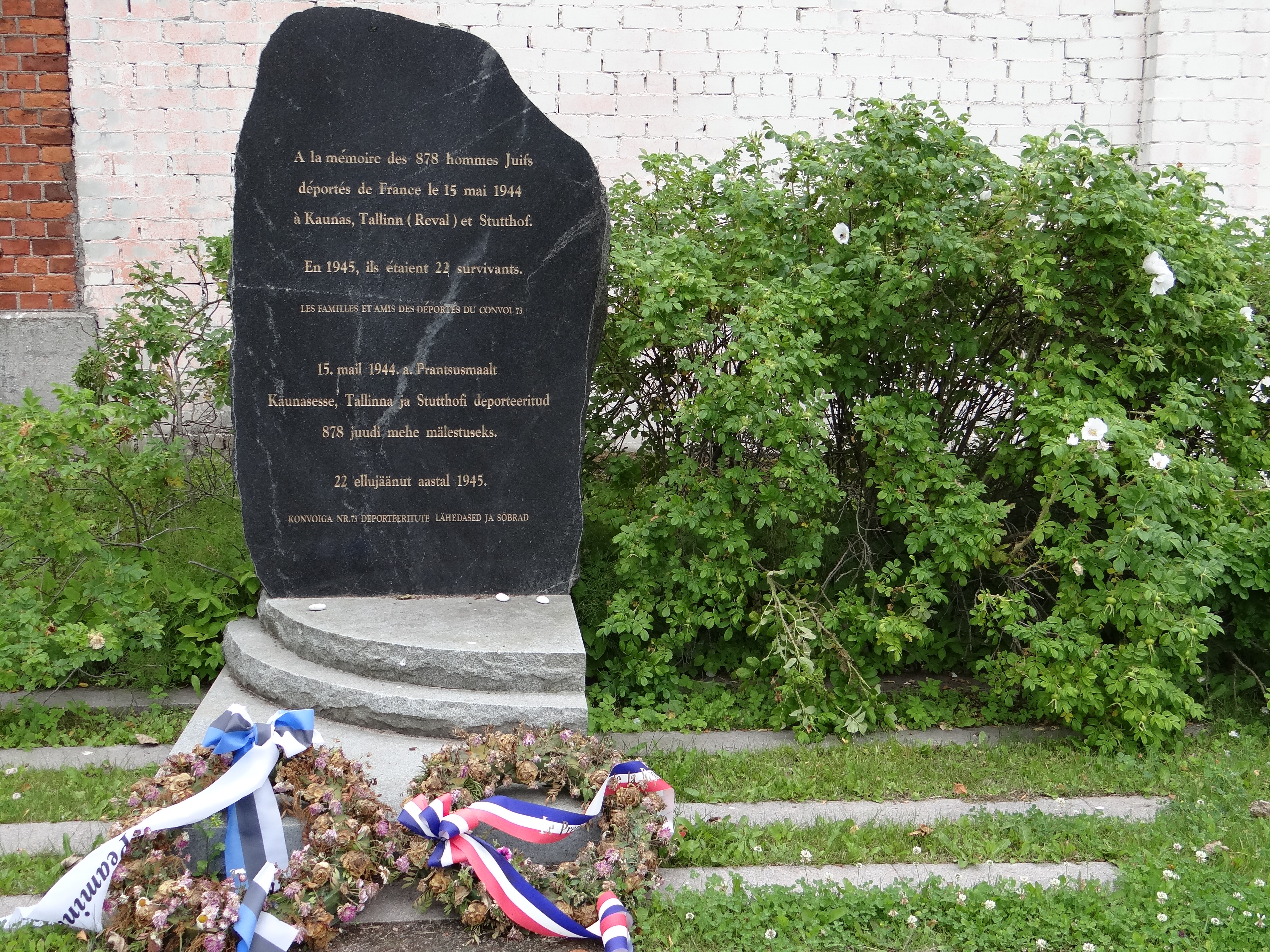
Памятник 878 депортированным из Франции евреям у Батарейной тюрьмы

- 1992 — Памятник павшим во Второй мировой войне преподавателям, сотрудникам и студентам Таллинского технического университета
- 1996 — Памятник парому «Эстония» («Прерванная линия»)
- 1996 — Памятник Георгу Луриху
- 1998 — Памятник кавалерам Креста Свободы[13]
- 1999 — Памятник всем эстонцам, павшим во Второй мировой войне[14]
- 2002 — Памятник Ф. М. Достоевскому
- 2002 — Памятник Йохану Питке (перенесён и изменён в 2006 году[15])
- 2003 — «Часы свободы»[эст.]
- 2004 — Памятник Густаву Эрнесаксу
- 2005 — Мемориальная доска-барельеф Фердинанду Вейке
- 2006 — Памятник театру «Эстония»
- 2006 — Памятник погибшим в Афганской войне эстоноземельцам[16]
- 2006 — Памятник Майклу Парку
- 2008 — Памятник Александру Чикину
- 2009 — Монумент Победы в Освободительной войне
- 2009 — Памятник Кристьяну Палусалу
- 2010 — Памятник Марие Ундер
- 2010 — Памятник 878 евреям, депортированным из Франции в Каунас, Таллин и Штутгоф (к 1945 году из них осталось в живых 22 человека)[17]
- 2011 — Памятник Николаю фон Глену
- 2011 — Памятник «Солидарности»
- 2011 — «Скамья Шопена»
- 2011 — Памятная доска Урхо Калева Кекконену
- 2012 — Памятник Алексию II (во дворе церкви иконы Божией Матери «Скоропослушница» в Ласнамяэ)
- 2013 — Памятник-барельеф Борису Ельцину[18]
- 2013 — Памятник Томасу Иоганну Зеебеку[19]
- 2014 — Памятник жертвам Холокоста (памятник депортированным в мае 1944 года в Таллин французским евреям)[20]
- 2014 — Памятник-барельеф Ивану Фёдоровичу Крузенштерну[21]
- 2016 — Памятник Яану Поске
- 2018 — Мемориал жертвам коммунизма на Маарьямяэ
- 2019 — Памятник Вольдемару Лендеру[эст.] и Эльфриде Лендер[эст.]
- 2021 — Памятный камень Георгу Отсу в Нымме[22]
- 2022 — Памятник Константину Пятсу («Глава государства»)
- 2022 — Памятник Яану Кроссу
- 2023 — Памятник «Ноблесснеру» («Винт Лесснера»)

В апреле 2020 года был определён победитель повторно объявленного конкурса идей на памятник Георгу Отсу в Таллине. Выиграла работа «Муза», авторы: скульпторы Ильме и Рихо Кулд, ландшафтный архитектор Кристофер Сооп и архитектор Отт Алвер. Место по установке памятника к этому времени уже было определено: перед театром «Эстония», в котором работал артист. Рядом находятся улица Георга Отса и музыкальная школа его имени, таким образом, в центре города должен появиться «Квартал памяти Георга Отса». Памятник планировалось открыть в том же году, к 100-летию со дня рождения Георга Отса. Однако, воплощению этого проекта в жизнь помешала неопределенность, возникшая из-за коронакризиса, а также критика победившего проекта со стороны горожан.

## Памятники Таллина
| Название | Год открытия                 | Координаты                      | Фото | Авторы | Краткая информация |
| --- | ---------------------------- | ------------------------------- | ---- | --- | --- |
| Памятник в честь Ревельского морского сражения 1790 года                                                                 | 1897                         | 59°25′59″ с. ш. 24°44′54″ в. д. |      | неизвестен | В 1790 году в Ревельском заливе произошло морское сражение, в ходе которого затонул шведский военный корабль «Riksens Ständer». В 1897 году якорь и пушка с него были подняты и установлены в память о павших в бою. |
| Памятник броненосцу «Русалка»                                                                                            | 1902                         | 59°26′36″ с. ш. 24°47′38″ в. д. |      | Адамсон, Амандус Генрих | Открыт 7 сентября 1902 года, в девятую годовщину со дня гибели броненосца «Русалка» в память его экипажа. Внесён в Государственный регистр памятников культуры Эстонии. |
| «Линда» | 1920                         | 59°26′05″ с. ш. 24°44′13″ в. д. |      | Вейценберг, Аугуст | Скульптура-памятник «Линда» была установлена на горке Линды (микрорайон Ваналинн) в 1920 году. Внесена в Государственный регистр памятников культуры Эстонии. Бронзовая фигурная часть памятника изображает известный эпизод из эстонского национального эпоса «Калевипоэг», когда скорбящая Линда, неся камень на могилу Калева, присела отдохнуть. Скульптура установлена на гранёном гранитном постаменте, напоминающем высокое скальное образование. Памятник Линде стал местом памяти жертв сталинских депортаций, национальным символом. Перед ним установлена гранитная плита со словами Марие Ундер: «Я всё думаю о тех, кого отсюда увезли... Их тоска кричит в небо» (эст. Ikka mõtlen neile, kes siit viidi... Taeva poole karjub nende äng). |
| Памятник курсантам, погибшим в ходе попытки государственного переворота 1 декабря 1924 года («Памятник парням из Тонди») | 1924 (восста- новлен в 2009) | 59°24′16″ с. ш. 24°43′02″ в. д. |      | Адамсон, Амандус Генрих | Памятник курсантам, погибшим в ходе Перводекабрьского восстания («Памятник парням из Тонди») установлен в честь четырёх курсантов Военной школы Эстонского национального колледжа обороны, погибших в ходе попытки государственного переворота 1 декабря 1924 года. Находится в микрорайоне Тонди городского района Кристийне по адресу улица Тонди 55/57. Памятник был открыт в 1928 году, уничтожен советскими властями в 1941 году, восстановлен и заново открыт в 2009 году. Скульптуру восстановил Яак Соанс. Имена погибших курсантов: Арнольд Аллебрас, Александер Тедер, Александер Томберг, Аугуст Удрас. |
| Памятник погибшим в Освободительной войне ученикам и учителям Таллина («Памятник воинам-ученикам»)                       | 1927 (восста- новлен в 1993) | 59°26′02″ с. ш. 24°44′57″ в. д. |      | Саннамеэс, Ферди (скульптор); Соанс, Антон (архитектор)                                                                           | Памятник воинам-ученикам посвящён погибшим в Освободительной войне ученикам и учителям таллинских школ. Оригинальный памятник был открыт 13 ноября 1927 года, уничтожен советскими властями в 1948 году. Скульптор Вамбола Метс и архитектор Рейн Хейдук восстановили памятник по изначальным эскизам, и он был заново открыт 23 февраля 1993 года, в 75-ю годовщину Дня независимости Эстонии. Установлен на бульваре Эстония, перед Таллинской Реальной школой. Внесён в Государственный регистр памятников культуры Эстонии. |
| Монумент советским воинам–освободителям Таллина («Бронзовый солдат»)                                                     | 22 сентября 1947             | 59°25′18″ с. ш. 24°45′55″ в. д. |      | Роос, Энн (скульптор); Алас, Арнольд (архитектор)                                                                                 | Монумент освободителям Таллина от немецких оккупантов был открыт 22 сентября 1947 года на холме Тынисмяги в центре Таллина напротив церкви Каарли. Монумент был воздвигнут рядом с братской могилой, в которой 14 апреля 1945 года были перезахоронены 13 советских военнослужащих, павших в ходе Таллинской операции 1944 года. В апреле 2007 года памятник был перенесён на Военное кладбище Таллина. Это событие сопровождалось массовыми волнениями в Таллине и других городах Эстонии. 3 июля вблизи нового местоположения мемориала были перезахоронены останки восьмерых из двенадцати обнаруженных при раскопках военнослужащих. |
| Памятник Фридриху Рейнгольду Крейцвальду                                                                                 | 1958                         | 59°26′16″ с. ш. 24°47′13″ в. д. |      | Танилоо, Эндель и Сакс, Мартин (скульпторы); Арман, Харальд (архитектор)                                                          | В 1958 году в парке Кадриорг был установлен памятник эстонскому писателю, собирателю народных сказок и автору национального эпоса «Калевипоэг» Фридриху Рейнгольду Крейцвальду (1803–1882). Крейцвальд показан сидящим в кресле в расслабленной позе, его лицо имеет задумчивое выражение. |
| Памятник жертвам Революции 1905 года                                                                                     | 1959                         | 59°26′06″ с. ш. 24°44′57″ в. д. |      | Палутедер, Лембит (скульптор); Порт, Март (архитектор)                                                                            | Памятник революции 1905 года (памятник жертвам демонстрации 16 октября 1905 года) представляет собой сукльптурную композицию. В середине лестницы из серого гранита на массивном постаменте из полированного гранита стоит группа бронзовых фигур: раненый мужчина, поддерживающая его женщина и ребёнок, цепляющийся за юбку женщины. Первоначально памятник стоял за театром «Эстония», в связи с работами по реконструкции парка в 2017 году его перенесли на несколько метров западнее, ближе к Эстонскому драматическому театру. В Государственный регистр памятников культуры Эстонии не внесён. |
| Памятник Амандусу Адамсону                                                                                               | 1962                         | 59°26′22″ с. ш. 24°47′26″ в. д. |      | Мурдмаа, Аллан (архитектор); Эскель, Альберт (скульптор)                                                                          | Памятник скульптору Амандусу Адамсону (1855–1929) был открыт в 1962 году в парке Кадриорг. Памятник представляет собой вертикальную грань из красного гранита, поставленную на невысокий постамент, на котором расположен бронзовый портретный бюст. |
| Памятник делегатам I съезда профсоюзов Эстонии                                                                           | 1963                         | 59°26′09″ с. ш. 24°44′00″ в. д. |      | Каасик, Александер (скульптор); Тэльпус, Уно (архитектор)                                                                         | Памятник делегатам I съезда профсоюзов Эстонии, расстрелянным эстонскими солдатами в Новоизборске 3 сентября 1919 года, был установлен на бульваре Ю. Гагарина (ныне бульвар Тоомпуйестеэ) в 1963 году. В Государственный регистр памятников культуры Эстонии не внесён. Рабочей группой по советским монументам при Государственной канцелярии Эстонии памятник признан нейтральным и сносу не подлежит. |
| Памятник Эдуарду Вильде                                                                                                  | 1965                         | 59°26′08″ с. ш. 24°45′09″ в. д. |      | Эскель, Альберт (скульптор); Мурдмаа, Аллан (архитектор)                                                                          | Памятник писателю Эдуарду Вильде был открыт в 1965 году на улице Харью, в зеленой зоне напротив Дома писателей, в честь 100-летия со дня рождения писателя. Памятник примечателен наличием на нём малого герба Российской империи. |
| Памятник Кристьяну Рауду                                                                                                 | 1968                         | 59°26′00″ с. ш. 24°44′06″ в. д. |      | Рейтель, Калью (скульптор); Рейтель, Эха (архитектор)                                                                             | В 1968 году в парке Хирве был установлен памятник художнику Кристьяну Рауду (1865—1943). Памятник состоит из четырех гранитных блоков, которые попарно размещены на невысоком гранитном постаменте. Покрыт контррельефами, сюжет которых заимствован из иллюстраций Кристьяна Рауда к эпосу «Калевипоэг». |
| Памятник А. Х. Таммсааре                                                                                                 | 1978                         | 59°26′08″ с. ш. 24°45′10″ в. д. |      | Соанс, Яак (скульптор); Лууп, Рейн (архитектор)                                                                                   | Памятник эстонскому писателю А. Х. Таммсааре был открыт в 1978 году, к 100-летию со дня его рождения. Находится в центре города, в парке Таммсааре. А. Х. Таммсааре изображён задумчиво сидящим на скамье. |
| Памятник-барельеф Вольдемару Пансо                                                                                       | 1979                         | 59°26′12″ с. ш. 24°44′19″ в. д. |      | Соанс, Яак | Барельеф эстонскому режиссёру, актёру, публицисту, театральному педагогу и театроведу Вольдемару Пансо был установлен в 1979 году на стене Школы исполнительского искусства Эстонской академии музыки и театра, улица Тоом-Кооли, дом 4. |
| «Они погибли в огне» — памятник пожарным                                                                                 | 1983                         | 59°24′50″ с. ш. 24°41′56″ в. д. |      | | «Они погибли в огне» — мемориал, посвящённый пожарным, погибшим в Эстонии при исполнении служебных обязанностей с 1930-х по 1980-е годы. Бетонный монумент был возведён в 1983 году на улице Мянсаку (район Кристийне), рядом с построенным годом ранее новым зданием пожарно-технической службы. Памятник состоит из четырёх бетонных блоков. На одной стороне памятника — текст на эстонском и русском языках «Они погибли в огне» / Nad hukkusid tules, на другой стороне — имена десяти погибших пожарных. |
| Памятник парому «Эстония» («Прерванная линия»)                                                                           | 1996                         | 59°26′33″ с. ш. 24°45′00″ в. д. |      | Яанисоо, Виллу; Мукала, Ярмо | Памятник «Прерванная линия» — это мемориал затонувшему парому «Эстония», установлен на бастионе у Больших Морских ворот, возле башни «Толстая Маргарита». Открытие памятника «Прерванная линия» состоялось в 1996 году. На одном из фрагментов памятника высечена дата кораблекрушения, на другом — имена всех погибших пассажиров и членов команды судна. |
| Памятник Георгу Луриху                                                                                                   | 1996                         | 59°27′51″ с. ш. 24°49′41″ в. д. |      | Мааранд, Тыну | Памятник российскому профессиональному борцу и промоутеру Георгу Луриху (1876—1920) был установлен в микрорайоне Пирита на улице Пирита в 1996 году. Фигура обнажённого Луриха стоит на символическом борцовском ковре из гранитной плиты. На южной стороне памятника текст «А. АДАМСОН» и «ЛУРИХ», на западной стороне — олимпийский флаг и годы «1896» и «1996». Скульптура Луриха основана на скульптуре «Чемпион», созданной в 1903 году Амандусом Адамсоном, бронзовую копию выполнил скульптор Тыну Мааранд. |
| Парк Юрьевой ночи | 1995—2007                    | 59°25′40″ с. ш. 24°49′16″ в. д. |      | Мялл, Фердинанд и Орувеэ, Алар (архитекторы); Мёлдер, Сигне (скульптор)                                                           | Мемориальный комплекс в таллинском микрорайоне Сыямяэ. Закладка парка началась в 1935 году. Возобновление обустройства парковой зоны инициировал в конце 1950-х годов педагог и просветитель Карл Лаане (Karl Laane). В 1960-х годах здесь были заново высажены деревья. В начале 1990-х годов строительство парка возглавил предприниматель Юри Уппин (Jüri Uppin). В 1995 году в парке открыли памятник, авторами которого были архитекторы Фердинанд Мялл и Алар Орувеэ. Памятник представляет собой холм, на котором возвышается символический боевой меч древних эстов; на склоне холма расположена ведущая к мечу каменная лестница, у его подножия установлен камень, на котором выгравирован год битвы в Юрьеву ночь — «1343». В 1999 году был открыт памятник эстонцам, принявшим участие в самых жестоких испытаниях XX века (войны, депортации, репрессии) и сражавшимся по обе стороны фронта, с надписью «Всем эстонцам во Второй мировой войне» (эст. «Kõigile eestlastele II maailmasõjas», автор — Сигне Мёлдер). В 2000 году открыт памятник борцам за независимость Эстонии (эст. «Vabadussõjas võitlejatele», архитекторы Фердинанд Мялл и Алар Орувеэ). В 2002 году художник по металлу Хейго Йелле создал для парка крупнейшую в Эстонии кованную работу — скульптуру «Участок войны» (эст. «Sõjasara»). В 2007 году одна сторона парка была выполнена в виде протяжённой арки с высоким маяком, состоящая из 15-ти четырёхугольных колонн, символизирующих уезды Эстонии. |
| Памятник Ф. М. Достоевскому                                                                                              | 31 мая 2002                  | 59°26′20″ с. ш. 24°45′10″ в. д. |      | Евдокимов, Валерий (Россия) | Установлен в центре Таллина, на бульваре Мере, в парке Канути, прилегающем к Центру русской культуры. Памятник преподнесён в дар столице Эстонии правительством Москвы. |
| Памятник Йохану Питке | 2002                         | 59°26′00″ с. ш. 24°44′20″ в. д. |      | Мааранд, Тыну (скульптор); Кадарик, Март (архитектор)                                                                             | Памятник адмиралу Йохану Питке установлен в парке Хирве, на пересечении улиц Тоомпеа и Висмари. Он открывался дважды. Первое открытие памятника состоялось 19 февраля 2002 года, в день 130-летия адмирала. Его установили на месте, где в настоящее время расположен Музея оккупаций и свободы, перед началом строительства нового здания демонтировали. Первый вариант памятника представлял собой голову героя, который отлил из бронзы эстонский скульптор Тыну Мааранд. Второй вариант памятника разработал эстонский архитектор Март Кадарик. Памятник представляет собой фрагмент корабля, на носу которого установлена бронзовая голова адмирала. Вечером монумент подсвечивается синими огнями. |
| Монумент Победы в Освободительной войне                                                                                  | 23 июня 2009                 | 59°26′03″ с. ш. 24°44′35″ в. д. |      | | Основная статья: Монумент Победы в Освободительной войне |
| Памятник Яану Поске | 2016                         | 59°26′18″ с. ш. 24°47′08″ в. д. |      | Лийв, Эло | Установлен в 2016 году в парке Кадриорг в честь 150-летия со дня рождения эстонского государственного деятеля Яана Поски. |
| Памятник Константину Пятсу («Глава государства»)                                                                         | 21 октября 2022              | 59°26′07″ с. ш. 24°45′02″ в. д. |      | Верник, Верго (скульптор); Таммик, Тойво (архитектор)                                                                             | «Глава государства» (эст. «Riigipea») — памятник государственному деятелю и первому президенту Эстонии Константину Пятсу (1874—1956), открытый в 2022 году за театром «Эстония». Монументальная голова из серого гранита размещена на невысоком прямоугольном гранитном постаменте, на котором выгравированы имя и даты жизни государственного деятеля. Выигравшие конкурс авторы обыграли эстонское слово riigipea, то есть глава государства, смешивая слово «голова» — как должность и «голова» — как часть тела. |
| Памятник 380-ти работникам завода «Двигатель»                                                                            | 1970 или 1975                | 59°25′18″ с. ш. 24°48′08″ в. д. |      | | Памятник 380-ти работникам завода «Двигатель», революционерам, участникам Гражданской и Великой Отечественной войн установлен на территории бывшего завода (микрорайон Юлемисте, ул. Сепепая, 2/1). Представляет собой две длинные и высокие каменные плиты, укреплённые под углом 90 градусов на стене из плитняка. В 2022 году рабочая группа по советским памятникам при Госканцелярии Эстонии пришла к выводу, что памятник можно сохранить, текст, однако, необходимо убрать. К лету 2023 года текст был срезан. |
| Памятник Густаву Эрнесаксу                                                                                               | 2004                         | 59°26′37″ с. ш. 24°48′35″ в. д. |      | Вяли, Экке и Лиллеметс, Велло (архитекторы)                                                                                       | Скульптура, посвящённая легендарному эстонскому руководителю хора и композитору Густаву Эрнесаксу. Сидящая бронзовая скульптура помещена на круглое неглубокое бетонное основание с автографом Эрнесакса, добавленным в виде рельефной детали. |
| Памятник Лендерам («Concordia victoriam gignit» — «Единство рождает победу»)                                             | 2019                         | 59°26′01″ с. ш. 24°46′02″ в. д. |      | Верник, Верго (скульптор); Пресс, Меэлис (архитектор)                                                                             | Парный памятник Вольдемару Лендеру — первому мэру-эстонцу Ревеля (в 1906—1913 гг.), и его жене Эльфриде Лендер — создательнице первой в Эстонии частной гимназии для девочек. |
| Памятник Томасу Иоганну Зеебеку                                                                                          | 2013                         | 59°23′44″ с. ш. 24°40′13″ в. д. |      | | Памятник Томасу Иоганну Зеебеку расположен во дворе Таллинского технического университета. Балтийский немец Томас Иоганн Зеебек, родившийся и получивший образование в Ревеле, прославился открытием термоэлектрического эффекта. |
| Памятник-барельеф Борису Ельцину                                                                                         | 22 августа 2013              | 59°26′20″ с. ш. 24°44′28″ в. д. |      | | На барельефе надпись на эстонском, русском и английском языках: «В память о первом президенте России Борисе Ельцине за его вклад в мирное восстановление эстонской государственности в 1990—1991 годах». Барельеф создан на основе бюста работы Эрнста Неизвестного. |
| Памятник Майклу Парку | 2006                         | 59°27′33″ с. ш. 24°48′48″ в. д. |      | Кармин, Мати (скульптор) | Памятник британскому раллийному штурману Майклу Парку, погибшему на чемпионате мира по ралли в Таллине в 2005 году. Установлен на морской набережной в микрорайоне Маарьямяэ. Куб, опирающийся на землю углом, символизирует нахождение на грани риска. |
| Памятник Марие Ундер | 2010                         | 59°25′50″ с. ш. 24°44′24″ в. д. |      | Кармин, Мати (скульптор); Труммал, Тийт (архитектор)                                                                              | Памятник эстонской поэтессе и переводчице, вошедшей в составленный в 1999 году по результатам письменного и онлайн-голосования список 100 великих деятелей Эстонии XX века. Установлен у входа в здание Национальной библиотеки, в 30-летнюю годовщину со дня смерти поэтессы. Выполнен из белого каррарского мрамора, который является редким для Эстонии материалом. |
| Памятник «Солидарности»                                                                                                  | 2011                         | 59°26′00″ с. ш. 24°44′42″ в. д. |      | Куульбух-Мёлдер, Айме (скульптор)                                                                                                 | Установлен на газоне возле Яановской церкви в честь польского народного движения «Солидарность», сыгравшего большую роль в крахе коммунистического режима. На земном шаре в честь дружбы между Эстонией и Польшей отмечены два города: Таллин и Варшава, на обратной стороне камня посвящение: «Городу Таллину от Посольства Польши, август 2010 года». |
| Мемориал жертвам коммунизма в Маарьямяэ                                                                                  | 2018                         | 59°27′24″ с. ш. 24°48′52″ в. д. |      | Веллевоог, Калле, Тийдеманн, Яан и Труус, Тийу (архитекторы); Кангро, Кирке (скульптор); Зарудная, Лидия (ландшафтный архитектор) | Открыт 23 августа 2018 года к 100-летию эстонской государственности, в День памяти жертв сталинизма и нацизма. Посвящён всем жителям Эстонии, пострадавшим и погибшим в ходе репрессий и депортаций во времена советской власти. Мемориал состоит из двух частей: «Путь» — тёмный, длинный и узкий туннель с символическими пулевыми отверстиями на внешней стене и табличками с именами погибших на внутренних стенах; «Родной сад», где растут яблони и тысячи металлических пчел украшают отрывок из стихотворения Юхана Лийва «Он летит к пчелиному дереву». Мемориал также включает в себя электронный мемориал, где записаны все лица, так или иначе пострадавшие от коммунистического террора в период с 1940 по 1991 год. |
| Памятные кресты солдатам вермахта, часть мемориала в Маарьямяэ                                                           | 1996                         | 59°27′20″ с. ш. 24°48′54″ в. д. |      | -- | Установлены на восстановленном после распада СССР немецком военном кладбище в районе Маарьямяэ, где похоронены более 2300 солдат вермахта. Кладбище находится за композицией «Гибнущие чайки», недалеко от места, где до 2023 года находились памятные таблички частей Советской армии, воевавших против фашистов на территории Эстонии. |
| Памятник Яану Кроссу | 2022                         | 59°26′11″ с. ш. 24°44′41″ в. д. |      | Соанс, Яак (скульптор); Тыра, Кармо и Коваленко, Марк (архитекторы)                                                               | Памятник народному писателю ЭССР, вошедшему в список 100 великих деятелей Эстонии XX века. Установлен рядом с Домом писателей, где он жил долгие годы. |

## Демонтированные памятники и мемориальные доски

Памятник Сталину

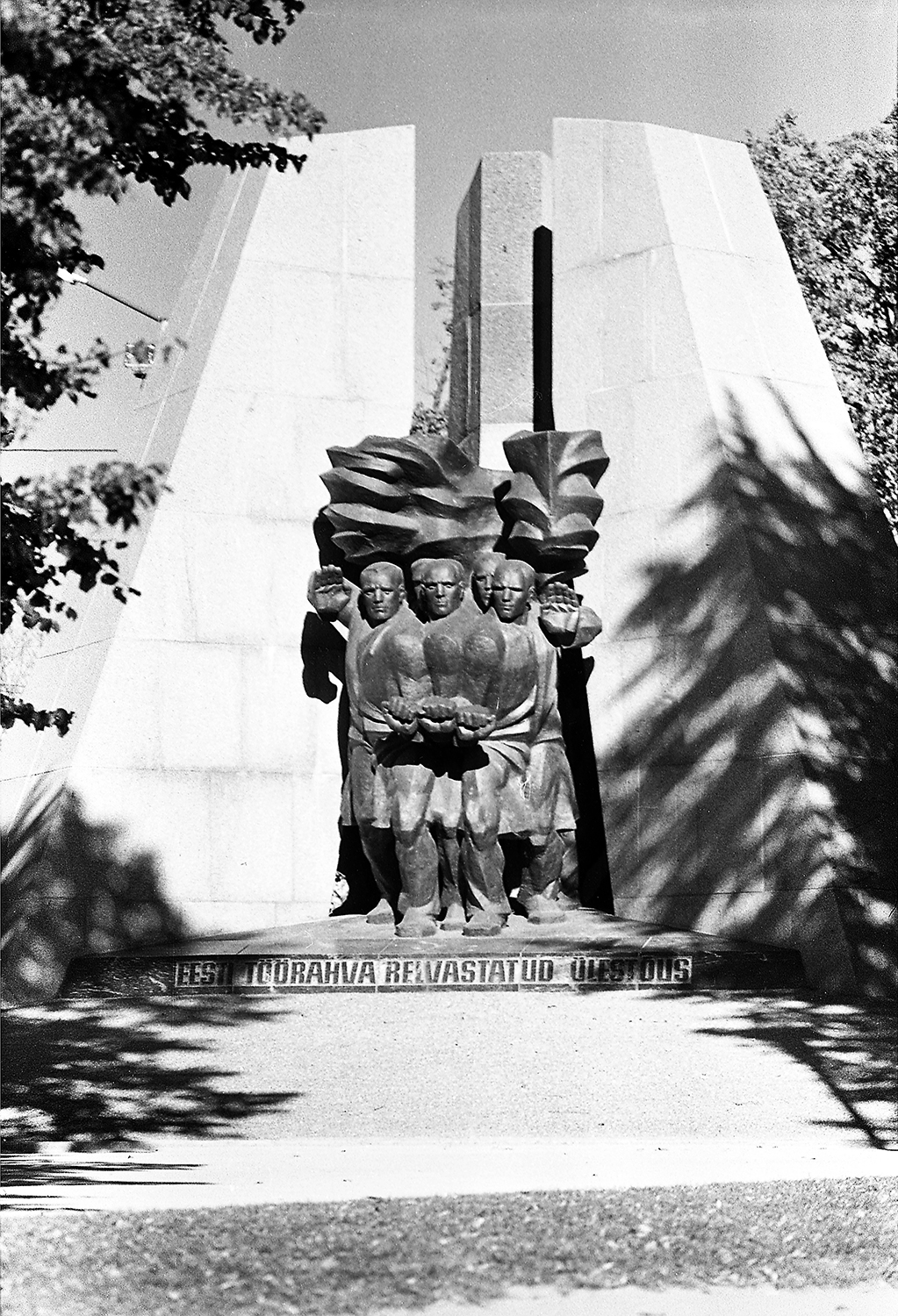
Памятник в честь вооружённого восстания эстонского пролетариата 1 декабря 1924 года (снесён в начале 1990-х годов)

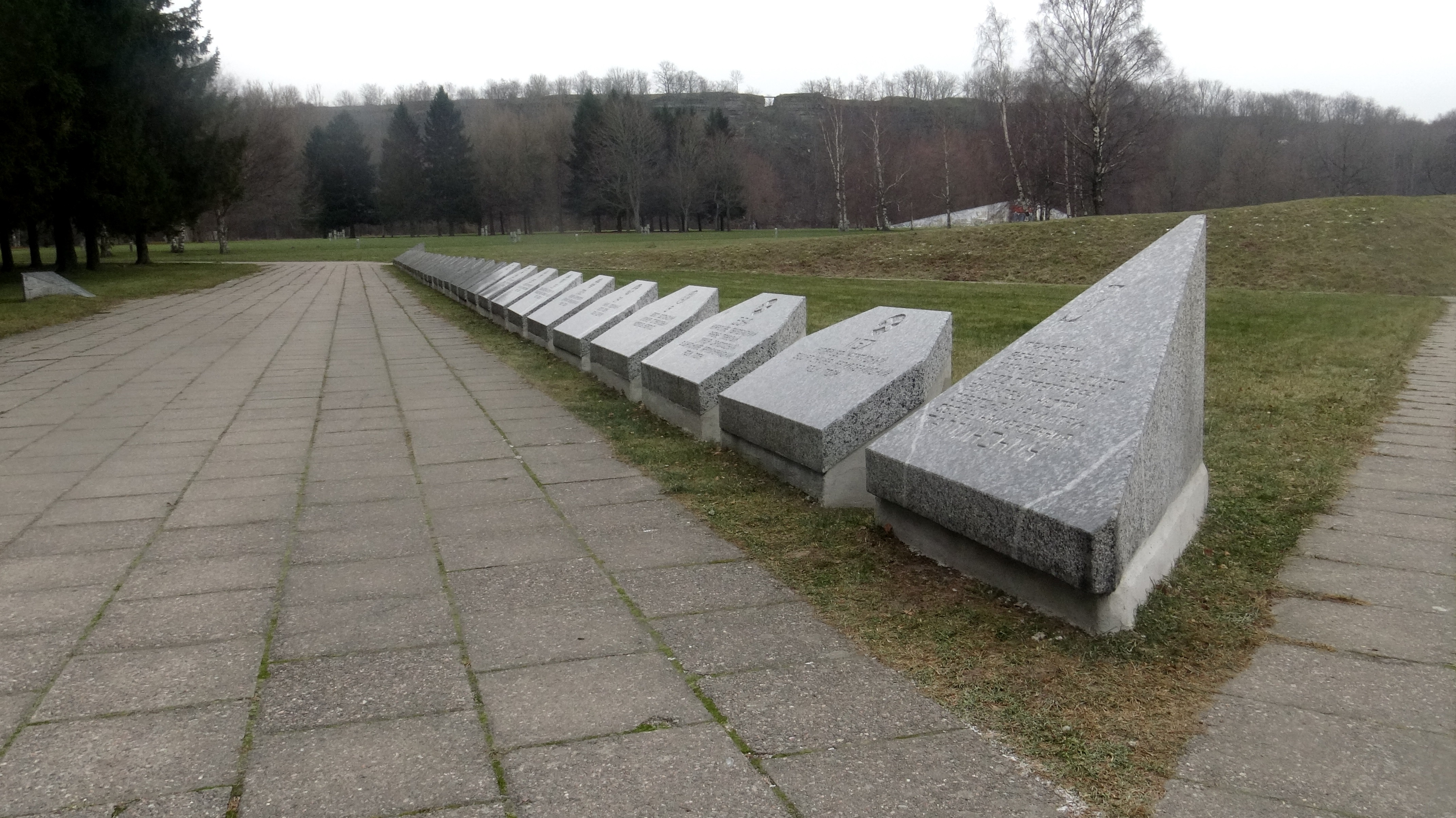
Памятные таблички войсковым частям Советской армии, мемориал Маарьямяэ (снесены в 2022 г.)

- Памятник Петру Первому (скульптор Л. Бернштам, установлен в 1910 на Петровской площади, снесён в 1922 г.).
- Памятник в честь Таллинского красноармейского военного училища, основанного в 1940 году и работавшего до июля 1941 года (1940, был установлен на территории воинских казарм в микрорайоне Тонди[12], в 2008 году самовольно демонтирован националистом Юри Лиймом[60]).
- Памятник И. В. Сталину (1950, скульптор Н. В. Томский, был установлен перед Балтийским вокзалом, скульптурная часть перенесена в филиал Эстонского исторического музея в Маарьямяэ[61]).
- Памятник В. И. Ленину (1950, был установлен на бульваре В. И. Ленина (ныне бульвар Рявала), перед библиотекой АН ЭССР; скульптор Н. В. Томский, архитектор А. Котли[9]).
- Памятник М. И. Калинину (1950, был установлен на Башенной площади (Торниде), перенесён в Исторический музей Маарьямяэ[61]; скульптор А. Каасик, архитектор А. Алас[9]).
- Памятник Йоханнесу Лауристину (1950, был установлен в сквере около башни «Длинный Герман»; скульптор Г. Поммер, архитектор К. Люйс[9]).
- Памятник Виктору Кингисеппу (1951, был установлен у подножия горки Харью, перенесён в музей Маарьямяэ[61]; скульптор Э. Роос, архитектор А. Котли[9].
- Памятник Йоханнесу Варесу-Барбарусу (1958, был установлен перед зданием Президиума Верховного Совета ЭССР (ныне — резиденция президента Эстонии)[62]; скульптор А. Вомм, архитектор Х. Карро[9]).
- Памятник Хансу Пегельману (1960, был установлен в сквере между улицами Лембиту и А. Лаутера[9]; в 2008 году самовольно демонтирован националистом Юри Лиймом[60]).
- Памятник на месте расстрела гестаповцами немецкого коммуниста Фрица Дена (Fritz Dehn)[12][63] (был установлен в районе Мустамяэ, на улице Ретке).
- Памятник Герою Советского Союза Евгению Никонову (1960, был установлен в сквере парка Кадриорг; скульптор Э. Хагги, архитектор Х. Карро; повреждён вандалами в 1992 году, затем демонтирован, остатки перенесены в Исторический музей в Маарьямяэ. Известный эстонский скульптор Александр Литвинов в 2020 году был согласен отреставрировать памятник, однако Исторический музей отказал ему в этом, а  член правления музея Пеэтер Мауэр обосновал отказ тем, что не допускается никакая деятельность, которая может изменить музейный объект в том виде, в каком они попали в коллекцию музея[64]).
- Мемориальные доски: Л. Пэрну (со стены дома на улице Тынисмяги), штабу обороны Таллина, революционному движению (на улице Суур-Карья, «Дом рабочих»).
- Памятник красногвардейцам Михкелю Айтсаму, Рудольфу Имбергу и Юри Кальмусу (1961, был установлен в Кадриорге; скульптор А. Эскель[9]).
- Памятник Яану Анвельту (1962, был установлен на улице Ломоносова, ныне — Гонсиори; скульптор М. Сакс, архитектор У. Тэльпус[9]).
- Памятник работникам машиностроительного завода «Красный Круль», погибшим в годы Великой Отечественной войны.

59°26′42″ с. ш. 24°43′19″ в. д.
Памятник был открыт на территории машиностроительного завода «Красный Круль» в микрорайоне Копли на улице Вольта в 1970 году в честь 25-летия победы над фашистской Германией. На высокой стеле был текст на эстонском языке «Вечная память рабочим завода, отдавшим свою жизнь в борьбе за нашу советскую родину в годы Великой Отечественной войны 1941—1945» и выбиты 29 (в основном — эстонских) имён тех, кто, записавшись в народное ополчение, участвовал в обороне города, кто воевал в составе Эстонского стрелкового корпуса или же погиб в застенках таллинской тюрьмы и концлагере; среди них — два коммуниста, остальные — беспартийные. За стелой была установлена длинная узкая бетонная плита с текстом на русском языке «Вечная слава героям, павшим за независимость нашей Родины» и чаши для цветов. Памятник был снесён городскими властями осенью 2022 года.
- Памятник красным эстонским стрелкам (1975, был установлен около бульвара Эстония, архитектор И. Каннелмяэ, художники Х. Мюллер и Ю. Сепп)[9].
- Памятник в честь вооружённого восстания эстонского пролетариата 1 декабря 1924 года, попытки коммунистического вооружённого захвата власти (1975, был установлен напротив Балтийского вокзала, в парке Шнелли; скульптор М. Варик, архитектор А. Мурдмаа[9]).
- Памятный бюст Лембиту Пэрну (1985, был установлен на улице Ломоносова, перед Таллинской 42-й средней школой, носившей имя Л. Пэрна (ныне — Кадриоргская немецкая гимназия), в 2001 году передан Историческому музею).
- Мемориальная плита в память о массовом митинге 21 июня 1940 года (была установлена на площади Победы, у подножия горки Харью).
- Памятник работникам фабрики Лютера, погибшим во время Второй мировой войны. Был установлен на улице Лютера. На памятнике была надпись на эстонском и русском языках «Au ja kuulsus kombinaadi töötajatele, kes langesid võtluses fašismiga» / «Честь и слава работникам комбината, павшим в борьбе с фашизмом» и выбиты имена погибших[12]. Снесён в 2022 году.
- Памятные плиты войсковым частям Советской армии, которым приказом Верховного Главнокомандующего Вооружёнными Силами СССР от 22 октября 1944 года было присвоено наименование Таллинских (мемориальный ансамбль в память борцов за советскую власть в Эстонии на Маарьямяэ). Снесены 6 октября 2022 года без согласования с горуправой Таллина[65].

Обломки снесённых советских памятников в разное время были перемещены в филиалы Эстонского исторического музея — в Музей оккупаций и в музей Маарьямяэ, в частности, памятный бюст Лембитa Пэрна был перенесён в Музей оккупаций и свободы, а его основание — в Исторический музей. Вандалами была отпилена и затем утеряна голова скульптуры Евгения Никонова.
В настоящее время остатки большинства снесённых советских памятников Таллина установлены в Парке монументов замка Маарьямяэ и являются музейными экспонатами.

Фрагменты советских монументов на задворках филиала Эстонского исторического музея в Маарьямяэ, 2009—2017 годы
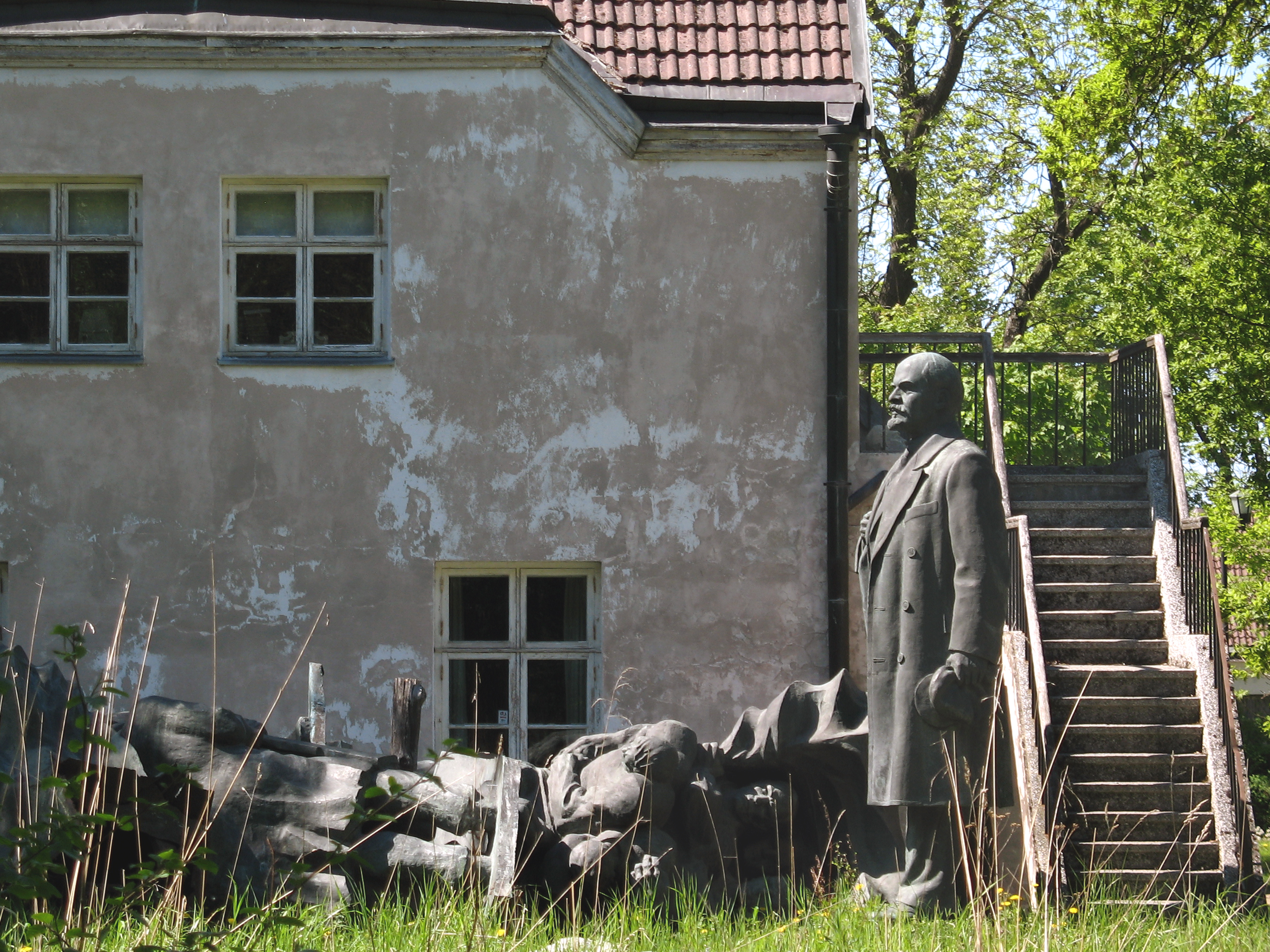
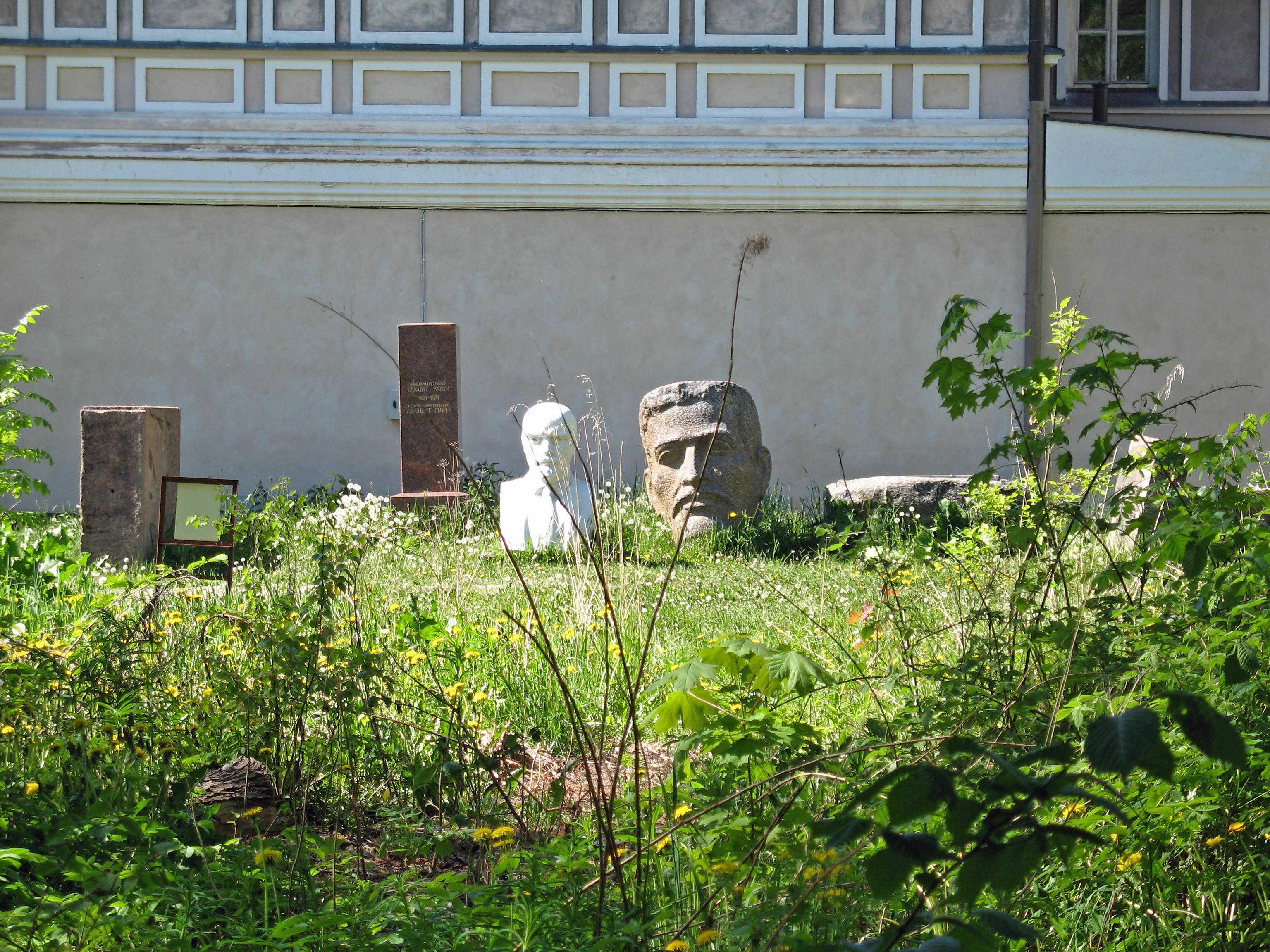
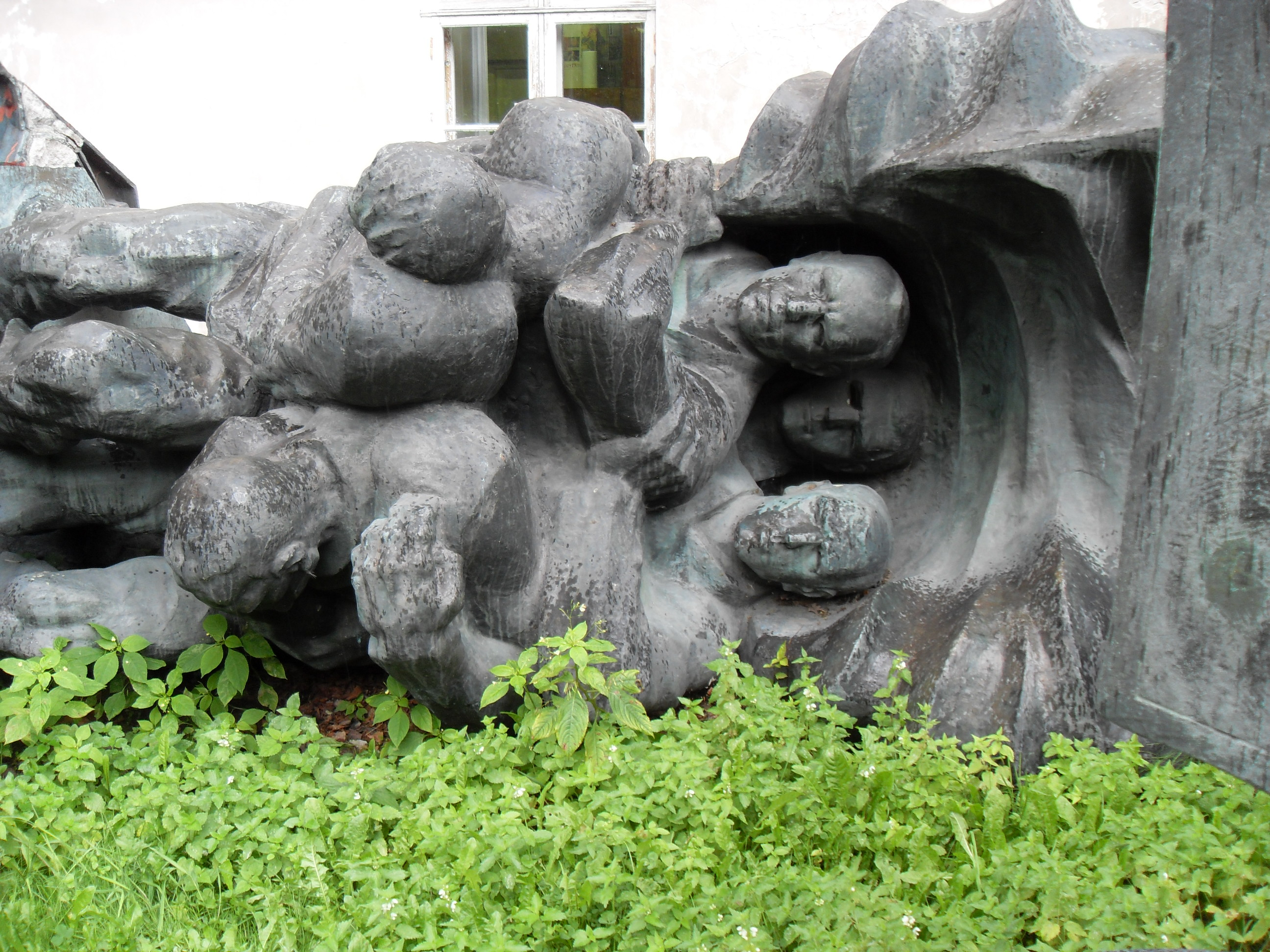
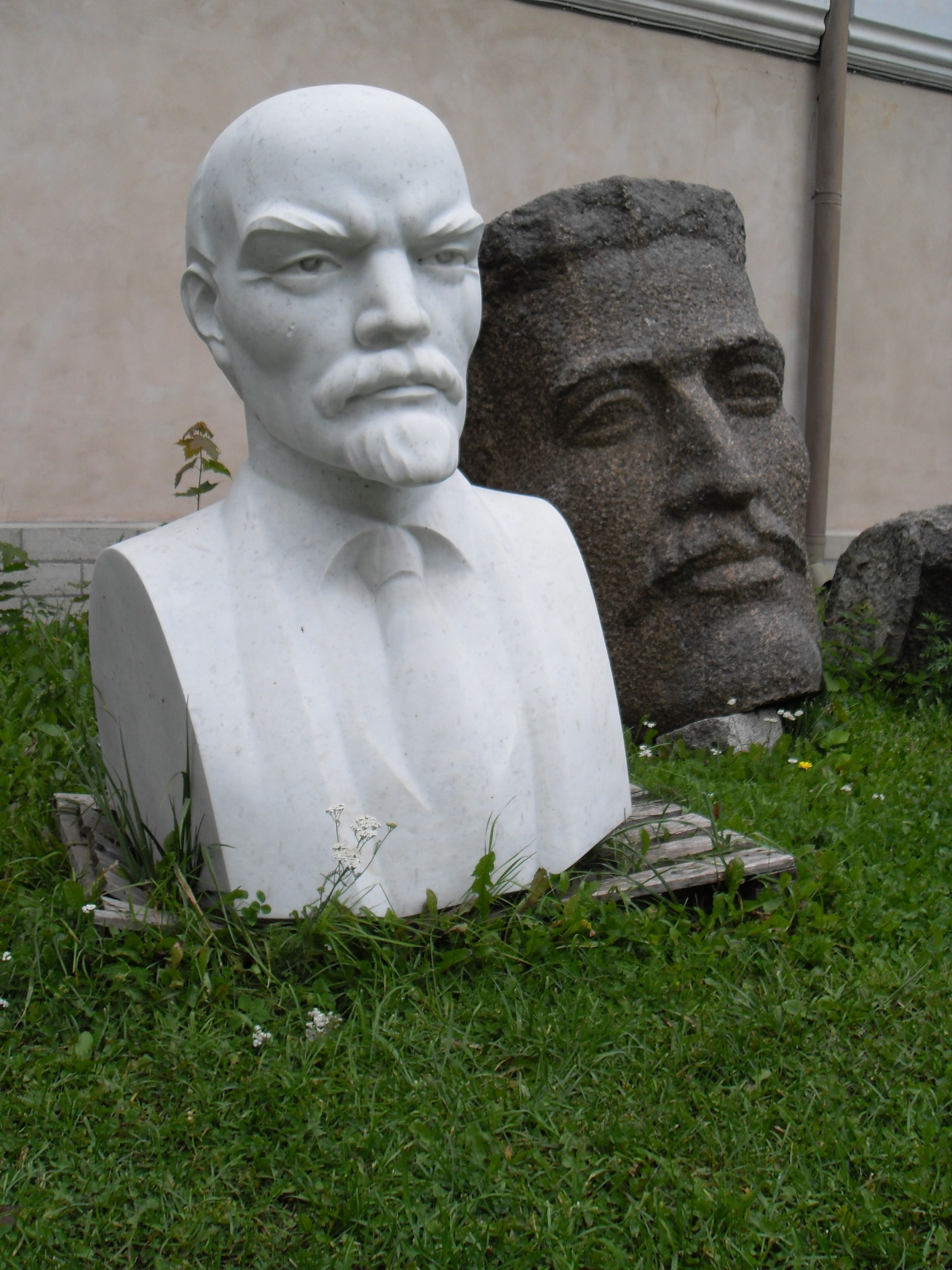
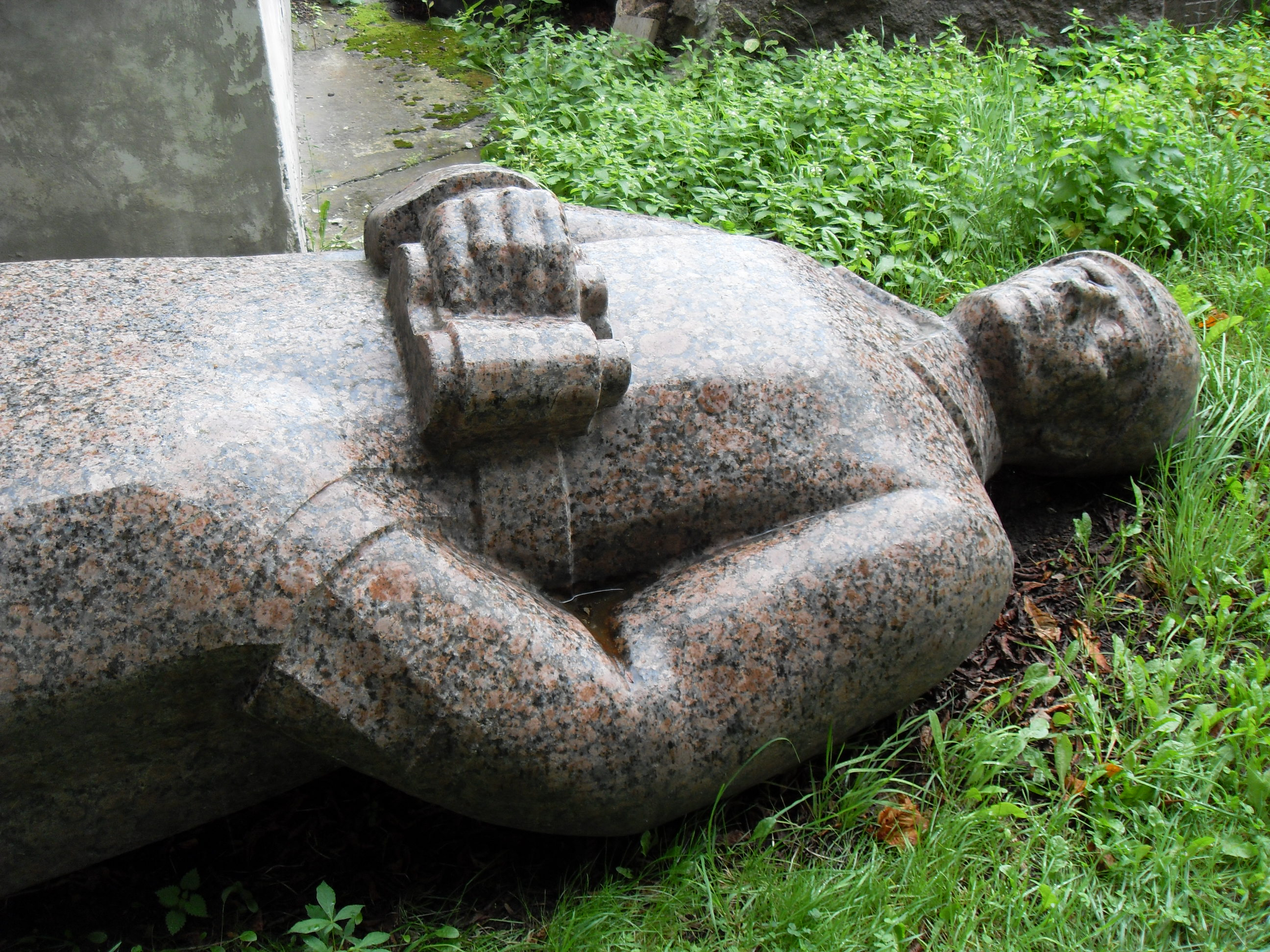
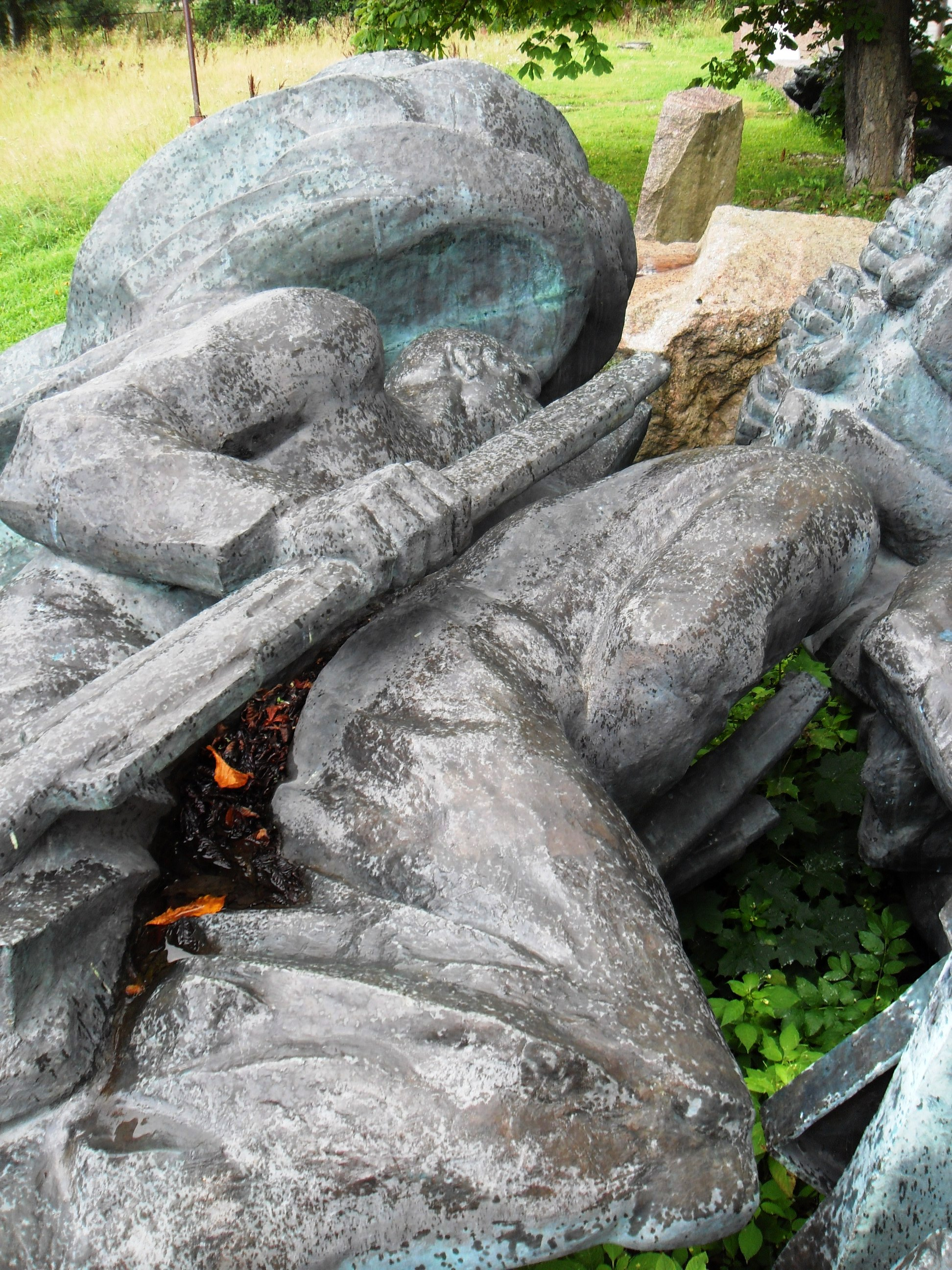
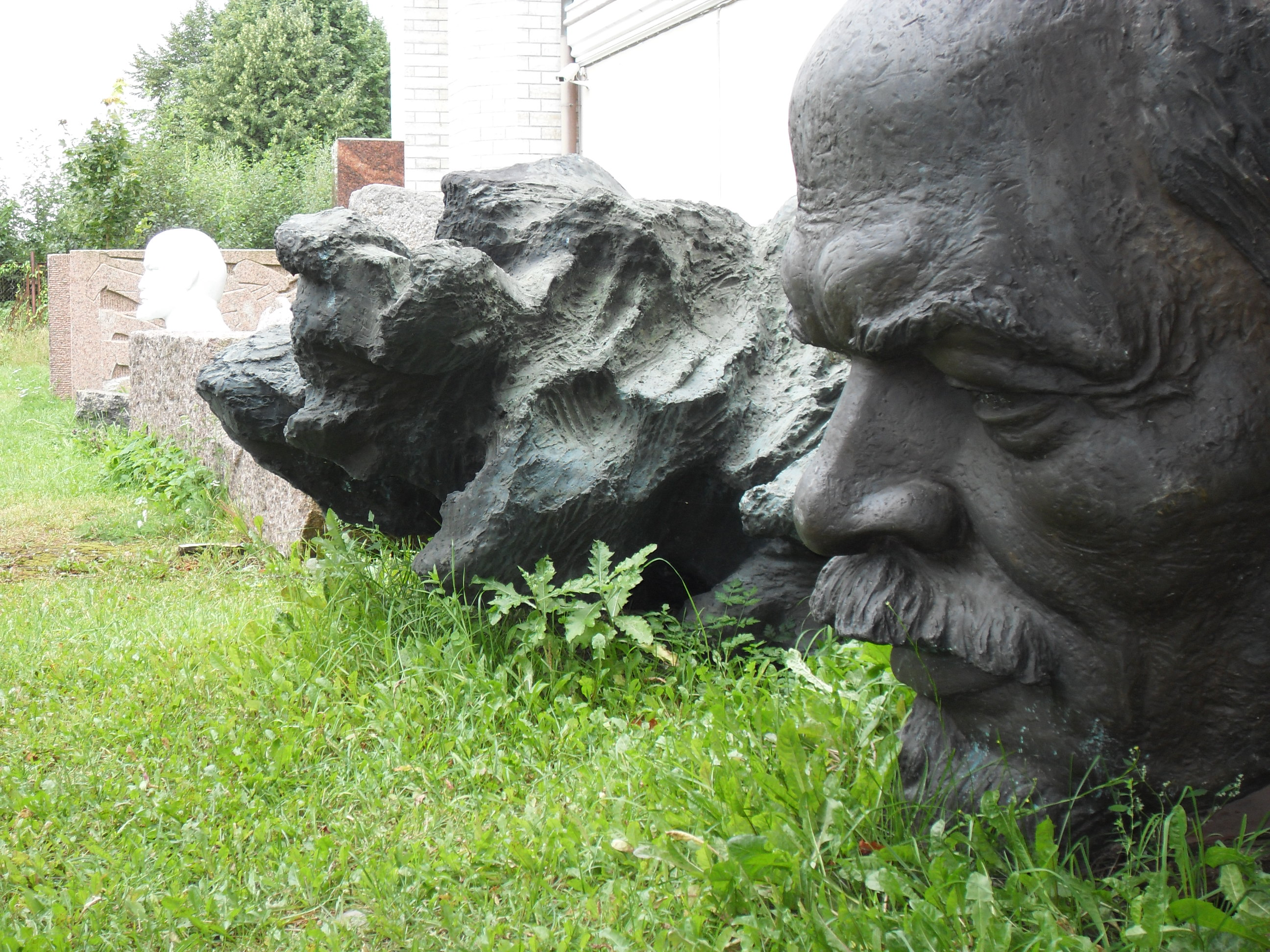
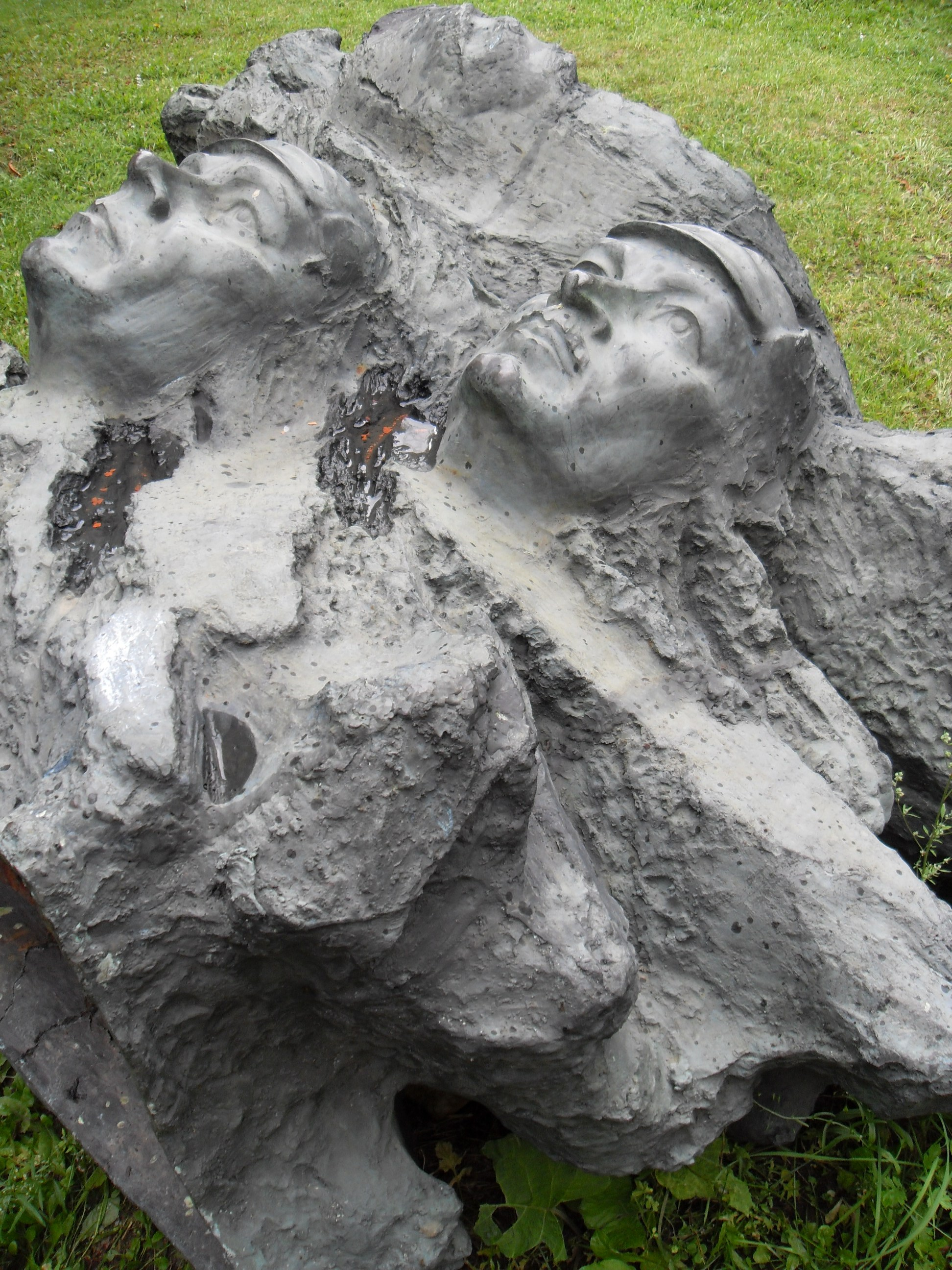
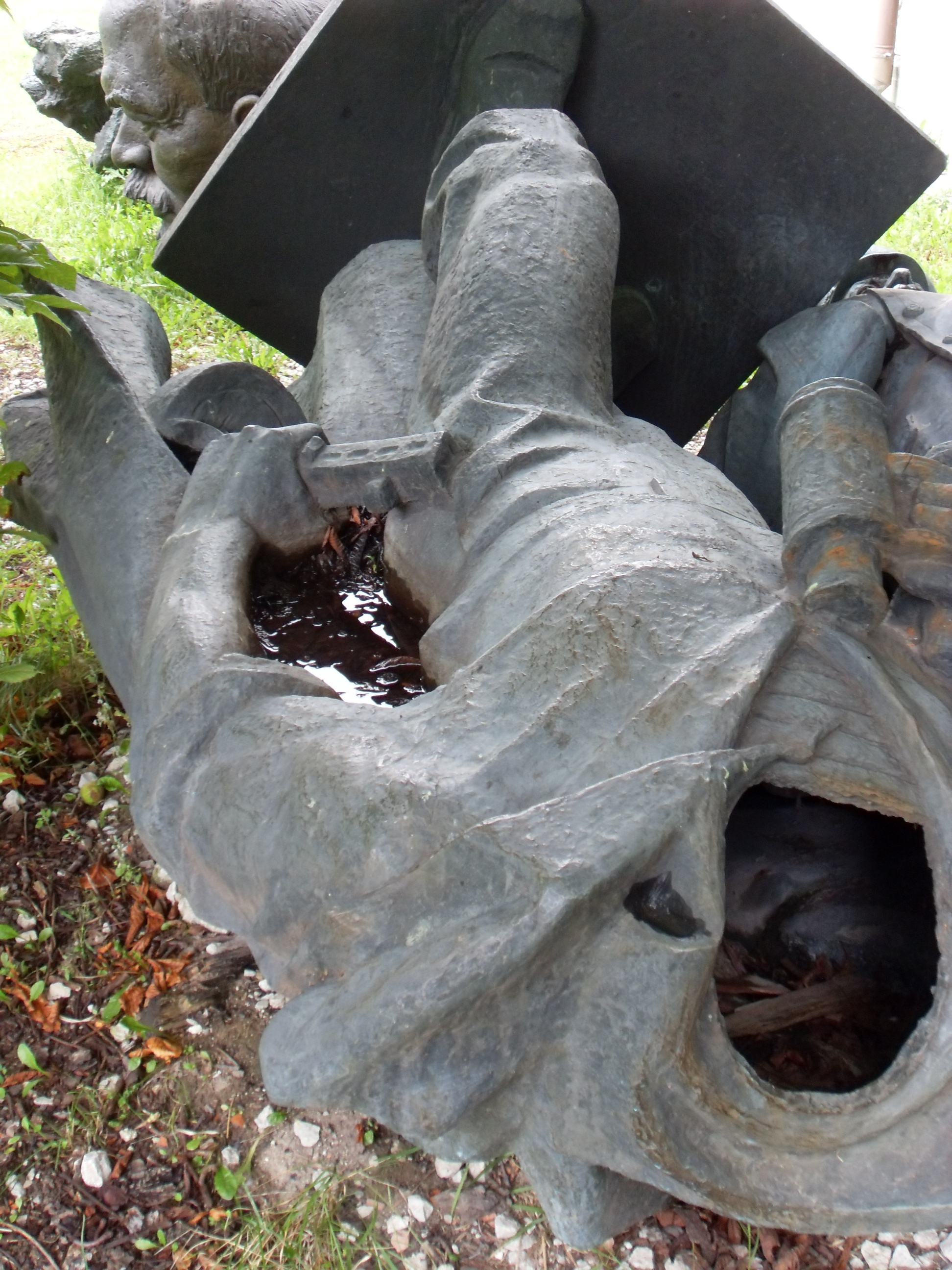
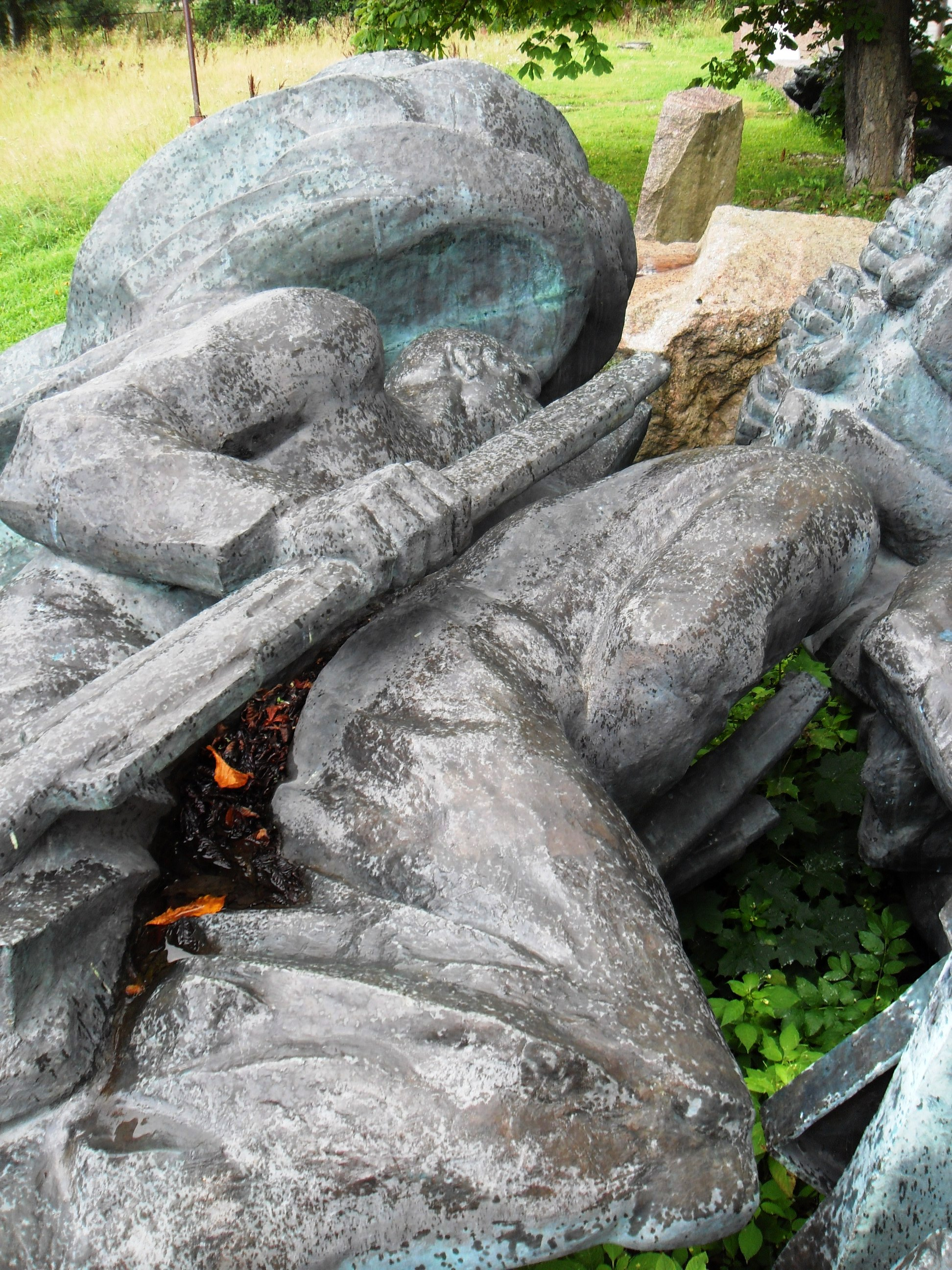
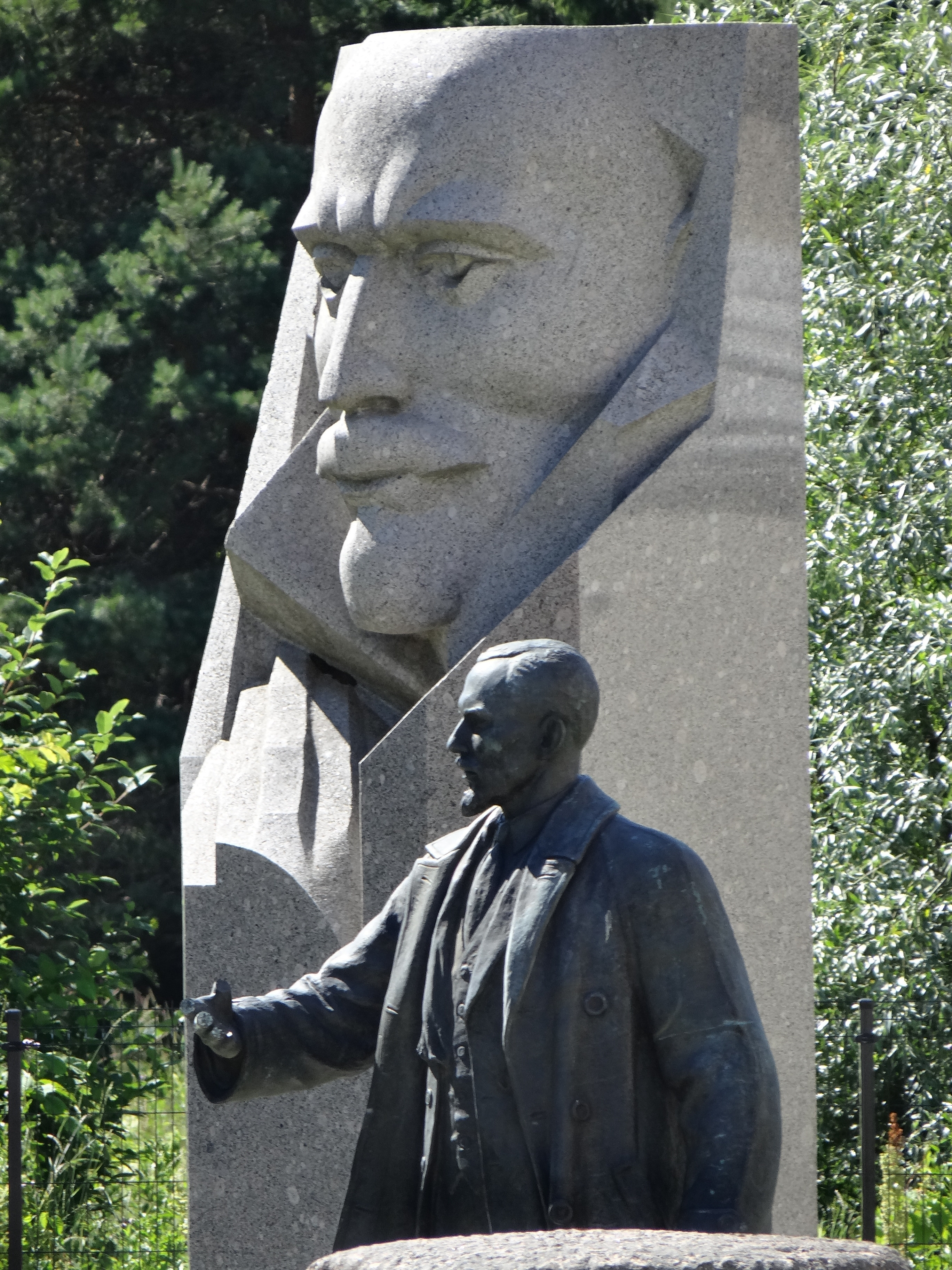
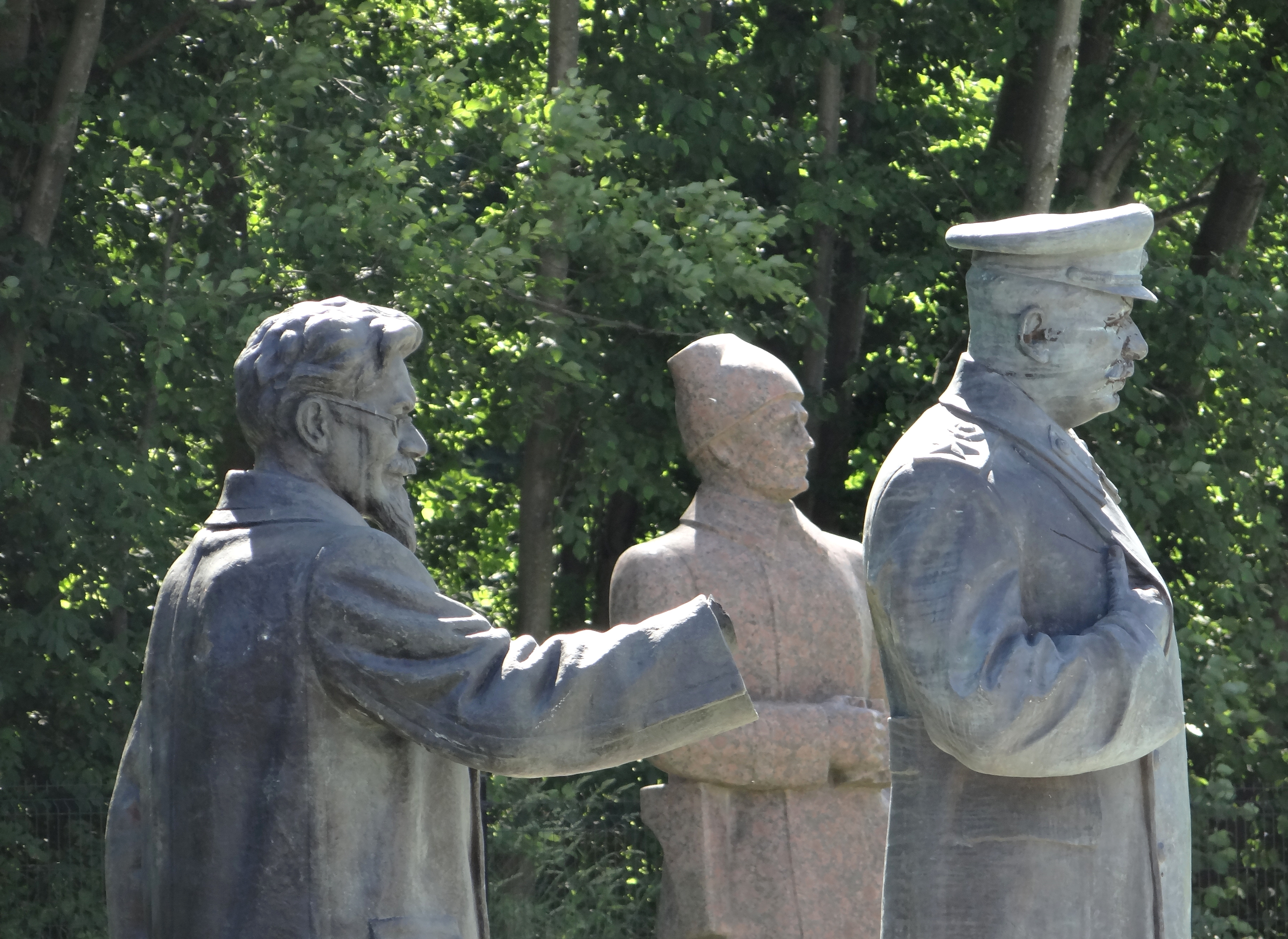